# Kinh tế Việt Nam Cộng hòa

Tiền giấy mệnh giá 500 đồng phát hành năm 1966

Kinh tế Việt Nam Cộng hòa (1955-1975) là một nền kinh tế theo hướng thị trường, đang phát triển, và mở cửa. Mức độ tự do của nền kinh tế khá cao trong những năm 1964 đến 1975. Tuy nhiên, thời Đệ Nhất Cộng hòa phát triển kinh tế được triển khai dựa trên các kế hoạch kinh tế 5 năm.
Kinh tế Việt Nam Cộng hòa phát triển ổn định dưới thời Ngô Đình Diệm làm tổng thống trong giai đoạn 1955-1963, sau đó do tác động của chiến tranh leo thang trở nên mất ổn định với những đặc trưng như: tốc độ tăng trưởng kinh tế không đều (có nhiều năm tăng trưởng bị âm), tỷ lệ lạm phát cao, thâm hụt ngân sách nhà nước và thâm hụt thương mại. Chiến tranh là nhân tố tác động lớn đến nền kinh tế Việt Nam Cộng hòa, ảnh hưởng xấu đến các nguồn lực kinh tế và làm giảm tốc độ phát triển kinh tế, tạo ra lạm phát cao và khiến Việt Nam Cộng hòa không thể thực thi những chính sách phát triển kinh tế có hiệu quả do đó ngày càng phụ thuộc vào viện trợ Mỹ. Chính quyền đã phải tiến hành cải cách ruộng đất tới hai lần.
Mỹ đóng vai trò to lớn đối với phát triển kinh tế của Việt Nam Cộng hòa thông qua viện trợ kinh tế cũng như hỗ trợ kỹ thuật. Một đặc điểm khác là sự lũng đoạn đáng kể của giới thương nhân người Hoa đối với nền kinh tế.
Lãnh thổ miền Nam Việt Nam khi đó là chia làm 2 vùng: do Việt Nam Cộng hòa kiểm soát và do Mặt trận Dân tộc Giải phóng miền Nam Việt Nam kiểm soát, mỗi vùng có nền kinh tế riêng. Tuy nhiên, để việc tính toán trở nên đơn giản thì trong nhiều tài liệu kinh tế học cũng như trong bài viết này, tất cả hoạt động kinh tế ở phía Nam vĩ tuyến 17 giai đoạn 1955-1975 sẽ được gọi là "kinh tế Việt Nam Cộng hòa".
Tính chung giai đoạn 1955-1975, kinh tế Việt Nam Cộng hòa phát triển trung bình 3,9%/năm (bình quân đầu người tăng 0,8% mỗi năm), trong khi kinh tế Việt Nam Dân chủ Cộng hòa phát triển bình quân 6%/năm (GDP đầu người tăng khoảng 3% mỗi năm). Tính trung bình toàn Việt Nam thì GDP đầu người tăng 1,9%/năm.

## Tổng quan
Tổng sản phẩm nội địa (GDP) của Việt Nam Cộng hòa và Việt Nam Dân chủ Cộng hòa giai đoạn 1955-1975 theo tác giả người Nga A.G. Vinogradov được ghi tại bảng dưới đây (đơn vị: triệu USD, tính theo thời giá 2015).
| Năm                       | 1956   | 1958   | 1960   | 1963   | 1965   | 1967  | 1968  | 1970   | 1972   | 1973   | 1974   |
| ------------------------- | ------ | ------ | ------ | ------ | ------ | ----- | ----- | ------ | ------ | ------ | ------ |
| Việt Nam Cộng hòa         | 11.283 | 12.714 | 15.274 | 16.422 | 13.515 | -     | -     | 10.917 | 9.140  | 10.030 | 10.285 |
| Việt Nam Dân chủ Cộng hòa | 2.587  | -      | 4.113  | 4.702  | 6.000  | 6.406 | 6.983 | 10.689 | 11.313 | 11.145 | 11.422 |

Ở thời điểm 1956, Tổng sản phẩm nội địa (GDP) của Việt Nam Cộng hòa cao gấp 4,4 lần so với Việt Nam Dân chủ Cộng hòa. Có sự chênh lệch lớn này là do lãnh thổ miền Bắc Việt Nam bị tàn phá nặng nề trong Chiến tranh Đông Dương giữa Việt Minh với liên minh Pháp-Quốc gia Việt Nam, trong khi lãnh thổ miền Nam ít bị chiến tranh tàn phá hơn nhiều. Tuy nhiên, trong giai đoạn 1955-1970, khoảng cách này dần bị thu hẹp, đặc biệt là kể từ năm 1963, khi kinh tế Việt Nam Cộng hòa suy thoái nhiều năm liền. Đến năm 1972 trở về sau thì thống kê của Vinogradov cho thấy là tổng sản phẩm nội địa (GDP) của Việt Nam Dân Chủ Cộng hòa đã vượt cao hơn so với Việt Nam Cộng hòa. Nguyên nhân của điều này là bởi tình hình chiến sự leo thang tại miền Nam, cùng với hàng loạt bất ổn trong nội bộ Việt Nam Cộng hoà cũng như việc Hoa Kỳ cắt giảm viện trợ kinh tế.
Nguồn của Kluger thì cho rằng về mặt sản lượng, miền Nam cho đến năm 1975 vẫn cao hơn miền Bắc. Trong suốt cuộc chiến vào thời điểm cao nhất sản lượng ở miền Bắc đạt bằng 70% kinh tế miền Nam. Khả năng huy động nguồn lực và tốc độ tăng trưởng tại miền Bắc vượt nhanh hơn nhiều, nhưng các trận ném bom dữ dội của Hoa Kỳ đã làm giảm hiệu suất của kinh tế ở miền Bắc khoảng 3 tới 4 lần. Hơn nữa, khoản viện trợ nước ngoài rất lớn mà Hoa Kỳ cung cấp cho Việt Nam Cộng hòa cũng cần phải được tính đến.
Theo nghiên cứu của Đại học Brussels, GDP bình quân đầu người của Việt Nam Cộng hòa và Việt Nam Dân chủ Cộng hòa trong giai đoạn 1955-1975 được ghi tại bảng dưới đây (đơn vị: USD/người/năm):
| Năm                       | 1956 | 1958 | 1960 | 1962 | 1964 | 1966 | 1968 | 1970 | 1972 | 1974 |
| ------------------------- | ---- | ---- | ---- | ---- | ---- | ---- | ---- | ---- | ---- | ---- |
| Việt Nam Cộng hòa         | 62   | 88   | 105  | 100  | 118  | 100  | 85   | 81   | 90   | 65   |
| Việt Nam Dân chủ Cộng hòa | 40   | 50   | 51   | 68   | 59   | 60   | 55   | 60   | 60   | 65   |

Giai đoạn đầu tiên là 1955-1963, cả Việt Nam Cộng hòa và Việt Nam Dân chủ Cộng hòa đều có mức tăng trưởng kinh tế cao (kinh tế Việt Nam Dân chủ Cộng hòa tăng 1,7 lần trong khi Việt Nam Cộng hòa tăng 1,6 lần). Giai đoạn thứ 2 là năm 1964-1975, kinh tế Việt Nam Cộng hòa suy thoái dần còn kinh tế Việt Nam Dân chủ Cộng hòa tăng trưởng bấp bênh khi mà cả hai miền Việt Nam đều bị lôi cuốn vào việc leo thang chiến tranh với sự dính líu trực tiếp của Hoa Kỳ cho đến khi chiến tranh kết thúc
Giai đoạn 1955-1973, nhìn chung, Việt Nam Cộng hòa có mức GDP bình quân đầu người cao hơn so với Việt Nam Dân chủ Cộng hòa. Nguyên nhân là từ mức viện trợ kinh tế cực kỳ lớn từ Mỹ. Tuy nhiên, vào năm 1974 (năm cuối cùng trước khi chiến tranh kết thúc), khoảng cách GDP bình quân đầu người giữa 2 miền Việt Nam đã biến mất, GDP bình quân đầu người 2 miền đã ở mức ngang nhau vào năm 1974 Có thể giải thích điều này là do sự cắt giảm viện trợ kinh tế của Hoa Kỳ từ năm 1973 khiến kinh tế Việt Nam Cộng hòa bị suy thoái.
Sau khi Tổng thống Ngô Đình Diệm bị lật đổ, Việt Nam Cộng hòa thiếu một chương trình phát triển sản xuất có hiệu quả và ngày càng phụ thuộc vào viện trợ Mỹ. Việt Nam Cộng hòa sử dụng viện trợ Mỹ chủ yếu để tránh việc kinh tế sụp đổ (nhập khẩu lương thực, hàng tiêu dùng, bình ổn lạm phát, bù đắp thâm hụt ngân sách), giống như "cuộc chạy đua không ngừng giữa nạn lạm phát phi mã và những chương trình ổn định thụ động nối đuôi". Hàng nhập khẩu (do Mỹ viện trợ) tràn ngập thị trường nội địa cũng góp phần ngăn cản sự phát triển của các ngành công nghiệp non trẻ và yếu ớt của Việt Nam Cộng hòa. Việt Nam Cộng hòa không có một chương trình phát triển kinh tế dài hạn có hiệu quả như Hàn Quốc. Phần lớn viện trợ được Việt Nam Cộng hòa dùng để nuôi bộ máy hành chính và quân đội, nhập khẩu hàng tiêu dùng và nguyên liệu sản xuất hàng tiêu dùng chứ không phải để đầu tư phát triển. Do vậy, một số đô thị có bề ngoài phồn vinh, hàng hóa và xe cộ tấp nập, nhưng thật ra hàng hóa đều là nhập khẩu bằng tiền viện trợ Mỹ, còn sức sản xuất nội tại thì yếu ớt. Tuy nhiên, đến tận ngày nay một số người ở miền Nam Việt Nam (chủ yếu là những người từng sống ở các đô thị nhận được viện trợ dồi dào từ Mỹ) vẫn còn tự hào về sự "phồn vinh" dựa vào viện trợ đó.
Tình hình chiến sự leo thang sau năm 1963 buộc Việt Nam Cộng hòa phải phát hành tiền để tài trợ cho cuộc chiến khiến lạm phát cao dẫn đến nền kinh tế thiếu ổn định. Hơn nữa do chiến tranh Việt Nam Cộng hòa phải dựa vào viện trợ Mỹ để đáp ứng những nhu cầu trước mắt do đó ngày càng phụ thuộc vào viện trợ chứ không thể theo đuổi một chương trình phát triển kinh tế dài hạn. Hậu quả là một thống kê cho thấy sau khi tổng thống Ngô Đình Diệm bị lật đổ 65% thu nhập quốc dân và hầu hết chi tiêu chính phủ của Việt Nam Cộng hòa là lấy từ viện trợ kinh tế của Mỹ. Sự phồn vinh ở các đô thị không phải do nội tại nền kinh tế mà là nhờ nguồn viện trợ khổng lồ của Mỹ và chi tiêu của quân viễn chinh Mỹ. Trong khi đó thì ở vùng nông thôn, những người nông dân phải chịu đựng sự tàn phá dưới bom đạn của Mỹ, để lại sự nghèo khổ gần như tuyệt đối cho nông thôn miền Nam. Giai đoạn 1971-1975, lượng viện trợ hàng năm mà Mỹ dành cho Việt Nam Cộng hòa còn lớn hơn tổng số của cải mà nền kinh tế Việt Nam Cộng hòa làm ra. Việc nhận quá nhiều viện trợ, tồn tại phụ thuộc viện trợ tạo ra tâm lý ỷ lại vào viện trợ Mỹ và dễ nản lòng khi Mỹ giảm viện trợ. Năm 1974, khi Mỹ cắt giảm viện trợ thì Việt Nam Cộng hòa cũng lập tức lâm vào khủng hoảng kinh tế. Trong cuốn sách của mình, James M. Carter, giáo sư Đại học Drew đã nhận xét "Chưa bao giờ "nhà nước hư cấu miền Nam Việt Nam" (fictive state) có thể tự mình tồn tại mà không cần dựa vào viện trợ Mỹ."
Nhìn chung, Việt Nam Cộng hòa có nền kinh tế phụ thuộc vào viện trợ, công nghiệp nhỏ bé (chỉ chiếm khoảng 8-10% GDP) và hướng nội, chưa giải quyết được vấn đề năng lượng, thương mại chủ yếu là nhập khẩu và tiêu thụ hàng viện trợ. Trong khảo sát năm 1971, chính phủ Mỹ nhận định: cơ cấu lao động của Việt Nam Cộng hòa chủ yếu là trong lĩnh vực nông-lâm-ngư nghiệp (chiếm 88%), lao động trong lĩnh vực công nghiệp và thương mại chỉ chiếm 8,7%. Các nhà máy công nghiệp nhỏ và ít, không đủ để giải quyết tình trạng thất nghiệp (chiếm 22% dân số tính riêng khu vực Sài Gòn) và do đó, các tiêu chuẩn sống nhìn chung là rất thấp trong bối cảnh lạm phát cao.
Một đặc trưng của kinh tế Việt Nam Cộng hòa là sự kiểm soát của giới thương nhân người Hoa đối với nền kinh tế. Trước năm 1975, ở miền Nam, Hoa kiều kiểm soát gần như toàn bộ các vị trí kinh tế quan trọng, và đặc biệt nắm chắc 3 lĩnh vực quan trọng: sản xuất, phân phối và tín dụng. Đến cuối năm 1974, người Hoa kiểm soát hơn 80% các cơ sở sản xuất của các ngành công nghiệp thực phẩm, dệt may, hóa chất, luyện kim, điện... và gần như đạt được độc quyền thương mại: 100% bán buôn, hơn 50% bán lẻ và 90% xuất nhập khẩu.

## Các giai đoạn phát triển

### Giai đoạn trước 1955
Kinh tế Việt Nam lúc này chủ yếu là một nền kinh tế thuộc địa để hỗ trợ cho Pháp chứ không có kế hoạch tự túc hoặc phát triển theo khả năng bản xứ. Toàn quyền Pasquier khẳng định: "Lợi nhuận từ Đông Dương phải trao lại cho nước Pháp". Đông Dương là nguồn nguyên liệu và vật liệu bán chế trong khi mẫu quốc Pháp cung ứng những sản phẩm chế biến để bán sang Đông Dương.

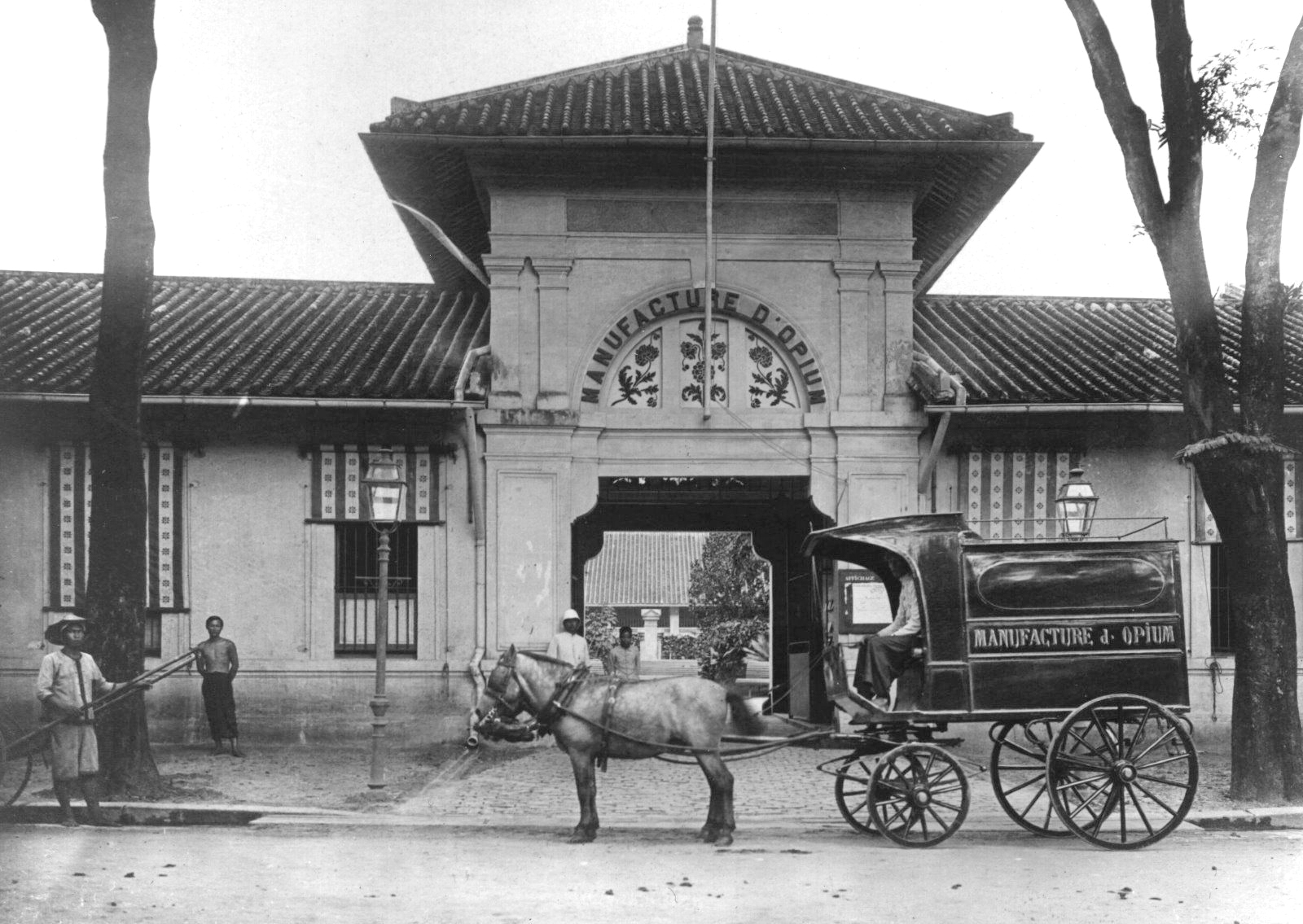
Xưởng thuốc phiện (Manufacture d'Opium) ở Sài Gòn thời thuộc Pháp. Khu xưởng này cung ứng từ 1/3 đến 1/2 ngân sách toàn Đông Dương

Về mặt nông lâm, cơ chế đồn điền nhất là đồn điền cao su để cung cấp cho thị trường Âu Mỹ là một điển hình. Cây cao su Hevea brasiliensis đầu tiên đem từ Mã Lai sang trồng ở Đông Dương là vào năm 1897 ở Sài Gòn. Đến năm 1905 thì cạo mủ thấy sản xuất được nên bắt đầu phát động đem trồng nhiều nơi. Miền Đông Nam Kỳ là một trong những địa phương phản ánh tập trung những yếu tố của đồn điền cao su – ngành đại diện cho hoạt động nông nghiệp thực dân hiện đại.
Sài Gòn là trung tâm chính trị – kinh tế – văn hoá – xã hội của miền Nam. Năm 1859, người Pháp chiếm thành Gia Định và bắt đầu công cuộc quy hoạch xây dựng Gia Định – Sài Gòn thành một đô thị lớn kiểu phương Tây, là một trung tâm đa chức năng phục vụ cho việc khai thác thuộc địa. Rất nhanh chóng, các công trình quan trọng của thành phố như Dinh Thống đốc, Phủ Toàn quyền... được thực hiện. Sau hai năm xây dựng, bộ mặt Sài Gòn hoàn toàn thay đổi.
Nguồn lợi xuất khẩu lúa gạo đã kích thích chính quyền thuộc địa tại Nam Kỳ thực hiện chính sách khai hoang bằng cách khuyến khích người dân khai khẩn đất hoang, tạo điều kiện cho sự tích tụ ruộng đất, đào thêm nhiều kênh mới và nạo vét các kênh có sẵn. Sự phát triển của nông nghiệp khiến thương nghiệp cũng phát triển, hình thành nên tầng lớp thương nhân rất sớm và khá đông ở Sài Gòn – Gia Định đầu thế kỷ XX. Pháp ưu đãi tư bản người Hoa: cho lãnh thầu xây cất, thu mua lúa từ các tỉnh đồng bằng sông Cửu Long, lập nhà máy xay lúa gạo, cho công khai mở các loại cửa hàng độc quyền, công khai mở cả cửa tiệm thuốc phiện, sòng bạc và nhà thổ. Giai cấp tư sản người Hoa dần lũng đoạn kinh tế miền Nam cho tới các giai đoạn sau này.
Theo phân tích của Angus Maddison thì GDP đầu người của Nam Việt Nam thời Pháp thuộc cuối thế kỷ XIX vào loại cao nhất châu Á, ngang ngửa với Nhật Bản, cao hơn Thái Lan Khi đó châu Á chưa có nước nào thực hiện công nghiệp hóa, so sánh GDP chủ yếu là dựa theo sản lượng nông nghiệp. Tuy nhiên, thứ hạng GDP đầu người của Nam Việt Nam đã dần giảm xuống từ sau năm 1930, tới thập kỷ 1960 đã trở thành một trong những mức thấp nhất Đông Á.

### Giai đoạn 1955 - 1963

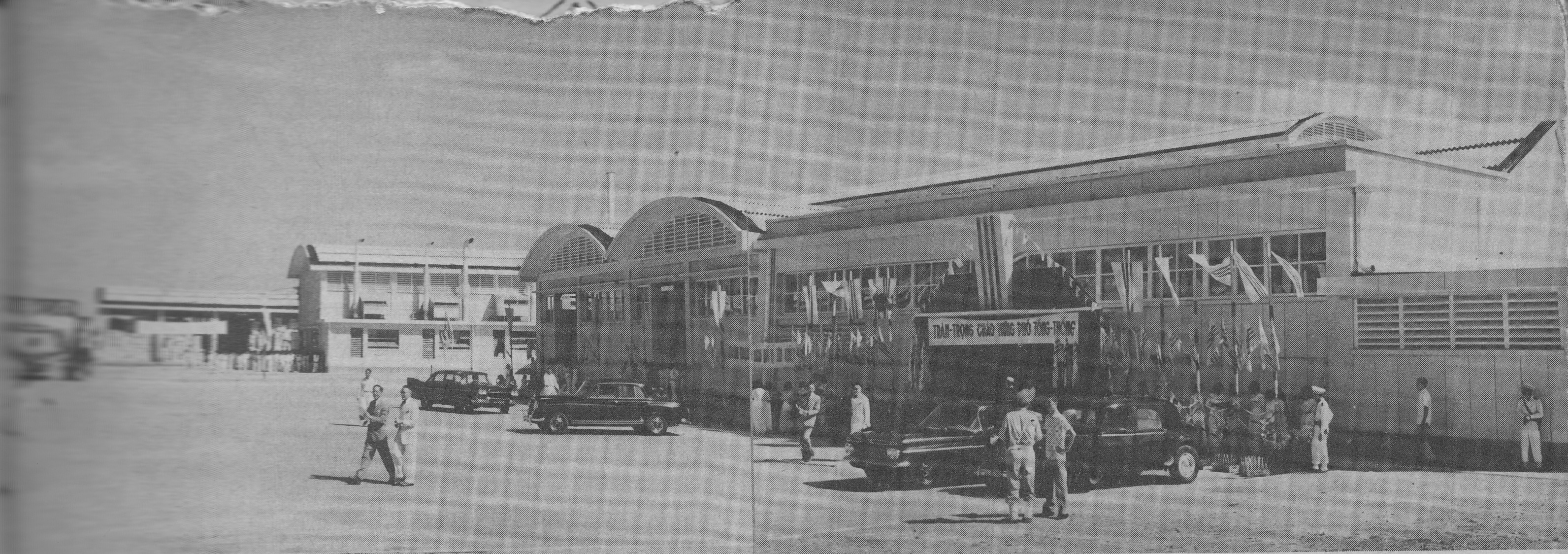
Nhà máy giấy An Hảo

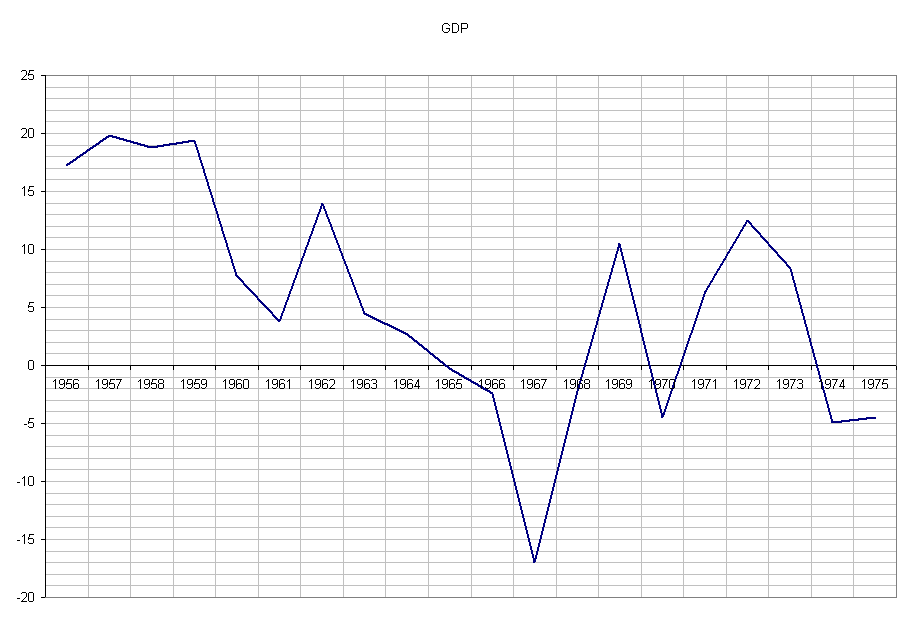
Tốc độ tăng trưởng GDP của Việt Nam Cộng hòa, qua 20 năm trung bình đạt 3,9%/năm (bình quân đầu người tăng 0,8% mỗi năm)

Đây là giai đoạn mà kinh tế của Việt Nam Cộng hòa tăng trưởng tương đối nhanh (giai đoạn 1955-1960) và tăng trưởng vừa phải (1960-1963), song vẫn giữ được mức độ lạm phát vừa phải. Ngân sách Nhà nước thời gian đầu cân đối thậm chí có thặng dư, song từ năm 1961 trở đi bắt đầu chuyển sang thâm hụt. Mức độ đầu tư lớn, nông và công nghiệp nói chung đều phát triển mạnh. Mức ảnh hưởng của người Hoa vốn đã lớn ở Nam Việt Nam nhưng họ chưa lũng đoạn được hoàn toàn nền kinh tế Việt Nam Cộng hòa dưới thời Đệ nhất Cộng hòa.
Năm 1955, chính quyền Đệ Nhất Cộng hòa thời Tổng thống Ngô Đình Diệm quyết định thành lập Ngân hàng Quốc gia Việt Nam, Viện Hối đoái, phát hành đơn vị tiền tệ mới thay cho tiền Đông Dương, ấn định tỷ giá hối đoái giữa đồng Việt Nam Cộng hòa và đô la Mỹ là 35:1.
Năm 1956, Việt Nam Cộng hòa ban hành hiến pháp trong đó có nêu rõ việc thành lập và vai trò của Hội đồng Kinh tế Quốc gia. Phó Tổng thống sẽ làm chủ tịch hội đồng này. Cũng năm 1956, Việt Nam Cộng hòa gia nhập Quỹ Tiền tệ Quốc tế.
Tháng 3 năm 1957, Ngô Đình Diệm đọc "Tuyên ngôn của Tổng thống Đệ Nhất Cộng hòa" trong đó có kêu gọi đầu tư của tư nhân trong và ngoài nước, cam kết về những quyền lợi họ và những khuyến khích đầu tư (ưu đãi về thuế thuê mặt bằng sản xuất kinh doanh, thuế lợi tức). Để khuyến khích phát triển doanh nghiệp, chính phủ đã thành lập Trung tâm Khuếch trương Kỹ nghệ để giúp đỡ các doanh nhân khởi nghiệp, giúp đỡ các doanh nghiệp về công nghệ và tín dụng, hỗ trợ công nghệ và hướng dẫn đầu tư cho doanh nghiệp. Chủ trương của Ngô Đình Diệm là "Trong địa hạt kỹ nghệ, nỗ lực trước hết của chúng ta là lập những kỹ nghệ nhẹ, để cung cấp cho thị trường trong xứ, và kỹ nghệ chế biến nông sản" và "nguyên tắc căn bản để phát triển là tiệt kiệm ngoại tệ nhờ gia tăng xuất cảng và giảm nhập cảng. Ưu tiên trong chương trình kỹ nghệ hóa dành cho việc chế tạo những sản phẩm tiêu thụ thông dụng".
Ngô Đình Diệm cùng em trai ông là Ngô Đình Nhu chủ trương phát triển kinh tế - xã hội theo con đường thứ ba là sự kết hợp những ưu điểm của kinh tế kế hoạch và kinh tế thị trường, là sự dung hòa giữa chủ nghĩa tập thể và chủ nghĩa cá nhân. Chính vì thế vai trò của chính phủ trong phát triển kinh tế thể hiện rõ qua việc triển khai kế hoạch kinh tế 5 năm (Việt Nam Cộng hòa gọi là Ngũ niên Kinh tế Kế hoạch do Tổng nha Kế hoạch thiết kế) từ năm 1957 tới 1962 (Kế hoạch Ngũ niên I) và từ năm 1962 tới 1966 (Kế hoạch Ngũ niên II). Việt Nam Cộng Hòa đã cho triển khai chiến lược công nghiệp hóa thay thế nhập khẩu. Nhà nước tạo điều kiện và hỗ trợ cho khu vực tư nhân phát triển. Các hàng rào thuế quan và phi thuế quan được dựng lên để bảo hộ một loạt ngành công nghiệp nhẹ. Đồng thời, các loại máy móc, kim loại - đầu vào cho các ngành được bảo hộ - được ưu tiên nhập khẩu. Trong khi hạn chế nhập khẩu, xuất khẩu được khuyến khích. Một số mặt hàng xuất khẩu còn được chính quyền trợ cấp. Ngay cả tỷ giá hối đoái cũng được điều chỉnh thuận lợi cho xuất khẩu (thông qua trừ đi một mức phụ đảm). Thời kỳ 1955-1964 là thời kỳ thuận lợi nhất của xuất khẩu của Việt Nam Cộng hòa. Bên cạnh đó, để khuyến khích đầu tư tư nhân, Việt Nam Cộng hòa có các biện pháp hỗ trợ về tín dụng, chẳng hạn như thành lập Quốc gia Doanh Tế Cuộc vào năm 1955 mà sau đó được thay thế bằng Trung tâm Khuếch Trương Kỹ Nghệ vào năm 1958, để hỗ trợ các doanh nghiệp mới (theo cách gọi ngày nay là ươm tạo doanh nghiệp), hướng dẫn cho các doanh nghiệp về mặt công nghệ và tài chính, cho doanh nghiệp vay với lãi suất thấp.
Chính phủ Việt Nam Cộng hòa còn thành lập khu công nghiệp (hay khu kỹ nghệ theo cách gọi tại Việt Nam Cộng hòa lúc đó) để tạo thuận lợi cho đầu tư vào lĩnh vực chế tạo. Cụ thể, Khu kỹ nghệ Biên Hòa được thành lập vào tháng 5 năm 1963, và Công ty Quốc gia Khuếch trương Khu Kỹ nghệ (SONADEZI - Société nationale du Dévelopment dé zones industrielles) được thành lập vào tháng 12 năm 1963 để quản lý và phát triển các khu công nghiệp, Khu kỹ nghệ Phong Dinh (Cần Thơ ngày nay) được thành lập vào năm 1967, và Khu kỹ nghệ An Hòa - Nông Sơn (Quảng Ngãi) được thành lập từ trước đó. Từ 1957 trở đi nhờ lượng vốn đầu tư tăng vọt bao gồm viện trợ của Mỹ, tiền bồi thường chiến tranh của Nhật, vốn của giới tư sản công thương nghiệp di cư từ miền Bắc nên công nghiệp Việt Nam Cộng hòa phát triển mạnh. Kết quả phải kể đến nhà máy giấy đầu tiên ở Việt Nam: nhà máy giấy Cogido An Hảo (1961) ở Biên Hòa, thỏa mãn 30-40% nhu cầu tiêu thụ giấy tại miền Nam; hai xưởng dệt Vinatexco và Vimytex với năng suất 13,2 triệu mét vải mỗi năm; nhà máy thủy tinh Khánh Hội năng suất 15.000 tấn/năm; hai nhà máy xi măng, một ở Hà Tiên, một ở Thủ Đức với năng suất 540.000 tấn mỗi năm; và đập thủy điện Đa Nhim, hoàn thành năm 1961.

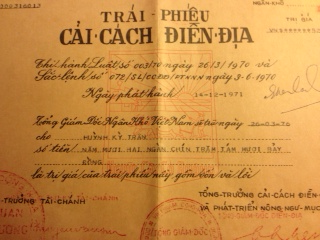
Trái phiếu Cải cách Điền địa cấp năm 1970

Ở nông thôn thì Cải cách ruộng đất (lúc đó gọi là "Cải cách điền địa") được triển khai từ năm 1955 và kéo dài tới cuối năm 1960. Những ruộng đất của địa chủ bỏ hoang sẽ bị thu hồi và cấp cho tá điền. Địa chủ không được phép sở hữu quá 100 hecta đất (riêng các đồn điền dù hơn 100 ha vẫn được phép). Số dư ngoài 100 ha sẽ bị buộc phải bán cho chính quyền để bán lại cho tá điền. Tá điền được yêu cầu lập hợp đồng khai thác ruộng đất với địa chủ, gọi là khế ước tá điền trong đó có ghi mức địa tô mà tá điền phải trả cho địa chủ. Thời hạn khế ước là 5 năm, có tái ký. Tá điền có quyền trả đất và phải báo trước chủ đất 6 tháng. Chủ đất muốn lấy đất lại phải báo trước tá điền 3 năm. Do mức hạn điền lớn (100 ha), mặt khác các đại địa chủ lách luật bằng cách cho người nhà đứng tên, đất của các Giáo xứ Công giáo lại được miễn hạn mức, do vậy chỉ có 13% diện tích đất của miền Nam đã được phân phối lại. Đường lối cải cách ruộng đất này đã để lại 2/3 diện tích đất canh tác của Việt Nam Cộng hòa trong tay tầng lớp địa chủ, gây ra bất bình lớn đối với số đông tiểu nông. Cuộc cải cách được xem là thất bại vì chưa giải quyết được mục tiêu đề ra là phân chia ruộng đất cân bằng hơn Do đó, thời kỳ Đệ Nhị Cộng hòa với Tổng thống Nguyễn Văn Thiệu sau này đã phải tiếp tục cải cách ruộng đất vào năm 1970 để làm xoa dịu sự bất mãn của nông dân ở nông thôn Việt Nam Cộng hòa.
Tổng số viện trợ dân sự và quân sự của Mỹ cho Việt Nam Cộng hòa trong giai đoạn 1955 - 1960 vào khoảng gần 2 tỷ USD. Trung bình mỗi năm Mỹ viện trợ trên dưới 300 triệu USD. Viện trợ có xu hướng giảm dần, đến năm 1959 chỉ còn trên 200 triệu USD. Viện trợ quân sự là khoản viện trợ lớn nhất chiếm đến 75% tổng viện trợ cho Việt Nam Cộng hòa. Ngoài ra còn có các loại viện trợ kinh tế khác như viện trợ thương mại, viện trợ nông phẩm, viện trợ theo dự án, cho vay. Trong giai đoạn này viện trợ thương mại đa phần là hàng tiêu dùng, lượng hàng hóa này được Việt Nam Cộng hòa bán ra thị trường để tăng ngân sách nhà nước. Mỹ chỉ cho Việt Nam Cộng hòa vay trong giai đoạn 1954-1960 dưới dạng hàng hóa, không cho vay dưới dạng tiền mặt. Viện trợ Mỹ đã giúp Việt Nam Cộng hòa xây dựng quân đội và bộ máy hành chính, xây dựng cơ sở hạ tầng, phát triển kinh tế và thực hiện các chính sách dân cư, xã hội..
Nhìn chung chính sách phát triển sản xuất nội địa để thay thế hàng nhập khẩu của Tổng thống Ngô Đình Diệm đã có tác dụng tích cực khiến nền kinh tế Việt Nam Cộng hòa ngày càng giảm phụ thuộc vào viện trợ Mỹ. Một số chính sách phát triển công nghiệp của Việt Nam Cộng hòa giai đoạn này có thể coi là tiến bộ, song bất ổn định chính trị (xung đột vũ trang giữa các phe phái, các vụ đảo chính, sự nổi dậy của Mặt trận Dân tộc Giải phóng Miền Nam Việt Nam) cộng với tình trạng tham nhũng đã hạn chế các chính sách nói trên phát huy hiệu quả.
Viện trợ thương mại của Mỹ cho Việt Nam Cộng hòa trong giai đoạn 1955-1961
Đơn vị: triệu USD
| Năm  | Khối lượng viện trợ |
| ---- | ------------------- |
| 1955 | 323,6               |
| 1956 | 177                 |
| 1957 | 233                 |
| 1958 | 153,3               |
| 1959 | 146,4               |
| 1960 | 135,6               |
| 1961 | 112,2               |

### Giai đoạn 1964 - 1969
Đây là thời kỳ mà nền kinh tế không chính thức (kinh tế ngầm) phát triển rất mạnh, thâm hụt ngân sách gia tăng, giá cả tăng nhanh ở tốc độ phi mã, tiền đồng Việt Nam Cộng hòa liên tục bị phá giá, kinh tế suy thoái. Chiến tranh ngày càng tác động tiêu cực tới phát triển kinh tế, nhất là Sự kiện Tết Mậu Thân. Suốt 4 năm 1965-1968, kinh tế tăng trưởng âm, đỉnh điểm là năm 1967 bị âm 17%.
Thập niên 1960, trong mấy năm đầu tình hình kinh tế Việt Nam Cộng hòa còn khá triển vọng. Năm 1965, Việt Nam Cộng hòa đang từ xuất khẩu lúa gạo chuyển sang nhập khẩu lúa gạo. Nhập khẩu gạo tiếp tục đến tận năm 1975. Sản lượng giảm sút trong các năm từ 1965 đến 1968 là một trong những nguyên nhân gây ra hiện tượng đảo chiều này. Tuy nhiên, sản lượng đã tăng liên tục từ sau đó do diện tích canh tác lúa lẫn năng suất ngày càng tăng. Sản xuất lúa gạo ở Việt Nam Cộng hòa đạt được nhiều tiến bộ nhờ sử dụng phân bón hóa học, cơ giới hóa, sử dụng giống mới. Vì vậy, nguyên nhân chính của việc Việt Nam Cộng hòa phải nhập khẩu gạo là do nhu cầu gạo từ vùng do Mặt trận Dân tộc Giải phóng miền Nam Việt Nam kiểm soát tăng lên cùng với sự thâm nhập ngày càng nhiều của lực lượng từ miền Bắc Việt Nam.
Từ năm 1965, đường lối sản xuất thay thế nhập khẩu bị gác lại. Việt Nam Cộng hòa từ bỏ việc phát triển kinh tế theo kế hoạch để thay thế bằng chính sách kinh tế tự do, nhà nước can thiệp một cách hạn chế vào nền kinh tế. Một số ngành công nghiệp non trẻ như dệt, sản xuất đường bỗng dưng không được bảo hộ nữa nên gặp khó khăn. Nhưng một số ngành khác lại có cơ hội phát triển đa phần là các ngành nhanh có lợi nhuận và dễ thực hiện. Số lượng các cơ sở sản xuất nhỏ, ít vốn nhưng có tỷ suất lợi nhuận cao hoạt động bằng cách nhập khẩu nguyên liệu từ nước ngoài về chế biến phát triển mạnh làm nguồn ngoại tệ của Việt Nam Cộng hòa bị hao hụt và nền kinh tế Việt Nam Cộng hòa hoàn toàn phụ thuộc vào nguyên liệu nhập khẩu. Muốn nhập khẩu cần có ngoại tệ mà nguồn ngoại tệ chủ yếu là viện trợ Mỹ vì xuất khẩu của Việt Nam Cộng hòa không đủ bù đắp cho nhập khẩu do đó nền kinh tế Việt Nam Cộng hòa ngày càng phụ thuộc vào viện trợ. Chính sách tự do hóa nền kinh tế đã thất bại trong việc xây dựng nền tảng công nghiệp quốc gia khiến nền kinh tế Việt Nam Cộng hòa ngày càng phụ thuộc vào bên ngoài vì không có một chương trình phát triển công nghiệp, không tận dụng được nội lực, thương mại phát triển mạnh hơn công nghiệp. Nhìn chung, công nghiệp vẫn tăng trưởng, trừ năm 1968 và sau đó là năm 1972 bị giảm sút do tác động của chiến tranh.
Nạn lạm phát diễn ra nghiêm trọng với tỷ lệ trung bình trên 30-40%/năm, giá cả mọi hàng hóa đều tăng vọt. Theo thống kê, giá một số thực phẩm vào cuối năm 1965 và cuối năm 1967 như sau: 1 kg thịt gà tăng từ 96 đồng lên 309 đồng (gấp 3,2 lần); 1 kg thịt vịt tăng từ 63 đồng lên 203 đồng (gấp 3,2 lần); 1 kg tôm tươi tăng từ 62 đồng lên 216 đồng (gần 3,5 lần). Trên chợ đen, giá 1 USD lên tới 270 đồng và không ngừng tăng đến 360 đồng (1969), 414 đồng (1971), 640 đồng (1974), 700 đồng (1975).
Một sự kiện kinh tế đáng chú ý trong giai đoạn này là Chiến dịch Bông Lan. Đây là mật danh của chiến dịch cải cách tiền tệ do chính phủ Nguyễn Văn Thiệu thực hiện từ ngày 18 tháng 6 năm 1966. Loạt tiền đồng Việt Nam Cộng hòa mới được phát hành. Loạt này còn được gọi là "giấy bạc Đệ Nhị Cộng hòa". Với tư cách là Chủ tịch Ủy ban hành pháp Trung ương, Nguyễn Cao Kỳ ký sắc lệnh về những "biện pháp kinh tế để ổn định nền kinh tế" bằng cách phá giá đồng bạc miền Nam, tăng giá hàng hóa lên 100%, tỷ giá chính thức từ 60 đồng đổi 1 đôla sụt xuống còn 117 đồng đổi 1 đôla, tiền Việt Nam Cộng hòa mất giá một nửa chỉ sau 1 ngày.
Nguyên nhân của chiến dịch cải cách tiền tệ này là do lạm phát cao và thâm hụt ngân sách lớn. Một trong những nguyên nhân quan trọng là do quân Mỹ đổ vào miền Nam ngày càng đông, nhưng lính Mỹ không dùng đồng đôla mà dùng tín phiếu, gọi là đồng "đôla đỏ". Trước đây mỗi đôla Mỹ đổi được 60 đồng tiền miền Nam. Nhưng khi đổi từ đôla sang tiền miền Nam thì ngoài 60 đồng theo quy định còn cộng thêm khoản "phụ cấp hối suất" thành 73 đồng rưỡi. Mỗi "đôla đỏ" đổi được 118 đồng miền Nam, thì Việt Nam Cộng hòa phải trả thêm cho lính Mỹ 58 đồng miền Nam một đôla. Theo báo Chính luận (14-2-1966), vào cuối năm 1965, đầu 1966, mỗi tháng lính Mỹ tiêu ở thị trường miền Nam chừng 10 triệu "đôla đỏ", thì Sài Gòn phải trả thêm cho lính Mỹ 580 đến 600 triệu đồng tiền miền Nam, hàng năm phải trả hơn 7 tỷ đồng, tương đương 40% ngân sách. Để bù vào chỗ thâm hụt đó, chính quyền Sài Gòn chỉ còn cách là in ra nhiều tiền giấy. Khối lượng tiền giấy lưu hành ở miền Nam ngày càng tăng lên, cuối năm 1965 là 18 tỷ, đến tháng 7-1966 đã lên đến 57 tỷ. Tìền giấy in ra nhiều tất yếu dẫn đến lạm phát ngày càng nghiêm trọng (báo chí gọi là lạm phát phi mã).
Bộ mặt các đô thị lớn được nâng cao, xuất hiện những cao ốc, đường sá theo thiết kế phương Tây. Nhưng những công trình này được xây dựng chủ yếu bằng vốn viện trợ của Mỹ chứ không phải ở vốn nội tại của nền kinh tế. Nó tương phản với tình trạng lạc hậu ở các khu ổ chuột lớn của di dân từ nông thôn kéo về, cũng như đại đa số các vùng nông thôn và đô thị nhỏ. Khảo sát năm 1970 của chính phủ Hoa Kỳ cho thấy 33,8% dân số của Việt Nam Cộng hòa sống ở đô thị, với đô thị lớn nhất là Sài Gòn và đây cũng là đô thị duy nhất của Việt Nam Cộng hòa có trên 500 ngàn dân. Khu vực trung tâm thành phố có một số công trình, khu phố được xây dựng to đẹp và sang trọng, tuy nhiên, các công trình này chủ yếu do Pháp xây dựng từ thập niên 1940, các khu nhà mới rất ít được xây dựng kể từ sau năm 1950. Trong khi đó, dân cư nông thôn đổ về thành thị tìm việc và tránh chiến sự khiến Sài Gòn dần biến trở thành một khu ổ chuột khổng lồ. Khảo sát cho thấy khoảng 40% dân số khu vực Sài Gòn khi đó (tức khoảng 1,2 triệu người) phải sống tại khu ổ chuột với những điều kiện về y tế, vệ sinh rất kém.
Bên cạnh số ít người có quan hệ với Mỹ và Việt Nam Cộng hòa được hưởng lợi từ viện trợ, đại bộ phận nhân dân lao động có cuộc sống khó khăn do lương thấp và lạm phát cao. Họ lập ra Ủy ban bảo vệ quyền lợi lao động, Ủy ban đấu tranh chống sa thải công nhân, Ủy ban cải thiện đời sống công nhân, v.v... để đòi giới chủ phải tăng lương, hạ giá sinh hoạt, chống đuổi thợ dưới bất kỳ hình thức nào. Theo phúc trình của VECCO xuất bản tháng 1-1975 thì: Sài Gòn năm 1974 có 3 triệu dân thì có đến 60 vạn người thất nghiệp. Chênh lệch giàu nghèo rất lớn khi thu nhập của thiểu số "tầng lớp trên" chiếm 43,5% GDP, tầng lớp dưới chỉ đạt 1,8%.
Nhìn chung, theo giáo sư Đặng Phong, sự phồn vinh ở các đô thị chỉ là vẻ bề ngoài mang tính giả tạo, nếu không có viện trợ thì nội tại nền kinh tế miền Nam không thể duy trì nổi sự phồn vinh đó.

### Giai đoạn 1969 - 1973
Kinh tế trở nên khó khăn do tổng cầu giảm sút đột ngột (hậu quả của việc quân đội Mỹ và đồng minh rút dần). Thâm hụt ngân sách thêm gia tăng bất chấp việc thu ngân sách nội địa và viện trợ kinh tế của Mỹ nhiều hơn mà lý do là chính quyền phải tự đảm đương nhiều hoạt động quân sự hơn. Lạm phát tiếp tục ở mức phi mã. Năm 1970, tỷ lệ lạm phát (tính toán dựa trên chỉ số giá tiêu dùng tại Sài Gòn áp dụng cho tầng lớp lao động) lên tới 36,8%. Năm 1973, tỷ lệ lạm phát là 44,5%. Những năm cuối cùng của Việt Nam Cộng hòa, 1973-1975, các chính sách hạn chế nhập khẩu, khuyến khích xuất khẩu, đẩy mạnh tiêu dùng trong nước được triển khai. Kim ngạch xuất khẩu gia tăng, nhưng kim ngạch nhập khẩu không giảm, thậm chí còn tăng.
Những năm 1969-1971, sau sự kiện Tết Mậu Thân, du kích bị đẩy lùi nên tình hình an ninh ở nhiều nơi được cải thiện. Ngày 26 tháng 3 năm 1970 chương trình "Người cày có ruộng" bắt đầu đã chia gần một triệu mẫu ruộng cho nông dân không phải trả tiền. Chính phủ bán công khố phiếu lấy tiền mua lại ruộng đất của điền chủ rồi chia cho nông dân. Người nào có quá 15 mẫu phải bán đất còn lại. Đang từ tá điền, bốn triệu nông dân trở thành điền chủ.
Nhằm khôi phục sản xuất sau Sự kiện Tết Mậu Thân, chính quyền Việt Nam Cộng hòa đã thành lập "Quỹ Tái Thiết Cơ Sở Sản Xuất" vào ngày 19 tháng 4 năm 1968 nhằm cung cấp tín dụng cho các doanh nghiệp bị tàn phá. Để khuyến khích nông nghiệp phát triển và "xoa dịu bộ phận dân cư" ở nông thôn, chính quyền đã triển khai lại cải cách ruộng đất dưới cái tên chương trình Người cày có ruộng vào năm 1970 với mục tiêu cấp không 1,5 triệu hecta ruộng lúa cho 80 vạn hộ nông dân, đồng thời cấp giấy chứng nhận sở hữu ruộng đất cho nông dân. Ba năm sau khi triển khai chương trình này, tổng cộng có 75 vạn hộ gia đình, gồm khoảng 5 triệu người, đã được cấp đất. Chương trình này đã tạo ra một tầng lớp tiểu nông đông đảo, thúc đẩy kinh tế hàng hóa trong nông nghiệp phát triển. Nông dân hăng hái sản xuất và năng suất lao động trong sản xuất lúa gạo tăng lên nhanh chóng. Đời sống của nông dân được cải thiện. Năm 1972, chính quyền thành lập "Quỹ Phát triển Kinh tế Quốc gia" nhằm "tài trợ tất cả dự án có tánh cách khuếch trương, canh tân hay tân tạo thuộc các ngành canh nông, kỹ nghệ và dịch vụ". Từ năm 1972, một kế hoạch kinh tế 4 năm được triển khai. Tính đến năm 1972 diện tích canh tác lúa tổng cộng khoảng gần 2,8 triệu hecta, trong đó duyên hải miền Trung chiếm khoảng nửa triệu và miền Nam với 2,3 triệu.
Trong những năm từ 1969 đến 1971, một loạt các biện pháp củng cố kinh tế được ban hành. Tuy nhiên, việc áp dụng diễn ra lẻ tẻ, không thuộc một kế hoạch kinh tế toàn diện nào (mà nếu có chỉ trên giấy tờ). Hơn thế, lại nặng vào nhu cầu ổn định trong ngắn hạn hơn là tập trung vào mục tiêu phát triển dài hạn. Nói như nhận xét của Tổng trưởng Kinh tế Việt Nam Cộng hòa thì nó giống như là "cuộc chạy đua không ngừng giữa một nạn lạm phát phi mã và những chương trình ổn định thụ động nối đuôi".
Tháng ba 1972, quân đội Nhân dân Việt Nam tấn công mạnh trên vùng vĩ tuyến. Đà tiến triển kinh tế bỗng khựng lại do trên 200 cầu bị hư hại, đường sá bị phá huỷ, 40% sản xuất cao su bị mất vì rừng cao su đã thành bãi chiến trường. Thêm mấy trăm ngàn người nữa từ miền vĩ tuyến tản cư vào phía nam, làm cho số người di cư tăng vọt lên 1,2 triệu. Áp lực nhu cầu tiếp tế lương thực, nước uống, thuốc men, vệ sinh, lều trại cho những người chạy nạn chiến tranh càng thêm nặng. Lại là năm mất mùa vì hạn hán nên nhập cảng gạo nhảy lên 284.000 tấn.

### Giai đoạn 1973 - 1975
Vào những tháng cuối năm 1972, khi chiến cuộc tạm lắng, tình hình lại trở nên khá hơn, và nền kinh tế bắt đầu có dấu hiệu phục hồi trong vài tháng. Nhưng không lâu sau đó, chính phủ Mỹ cắt giảm một nửa khoản viện trợ kinh tế, kinh tế Việt Nam Cộng hòa vốn phụ thuộc quá nhiều vào viện trợ nên lại lâm vào suy thoái. Giai đoạn 1974-1975, giá cả tăng vọt, nền kinh tế lâm vào đình đốn với mức tăng trưởng âm 5%, lạm phát vượt mức 200%. Thu nhập bình quân đầu người tại miền Nam vào năm 1971 là 200 USD/năm nhưng đến năm 1974 thu nhập đã sụt xuống còn 54 USD/năm do tiền Việt Nam Cộng hòa bị mất giá gần 4 lần so với USD (bởi khủng hoảng kinh tế, lạm phát và việc Mỹ cắt giảm viện trợ).
Nguyên nhân khủng hoảng bắt nguồn từ chiến tranh Yom Kippur ở Trung Đông, khi khối Ả Rập tuyên bố cấm vận dầu lửa với phương Tây để trả đũa việc Mỹ hỗ trợ Israel khiến giá dầu tăng cao. Giá dầu tăng cao cùng với việc người Mỹ giảm viện trợ khiến lượng xăng dầu nhập khẩu của Việt Nam Cộng hòa giảm, giá nhiên liệu trong nước tăng cao. Việt Nam Cộng hòa rơi vào tình trạng thiếu nhiên liệu. Ngay thời điểm đó lực lượng đặc công của Mặt trận Dân tộc Giải phóng miền Nam Việt Nam đốt cháy Tổng kho Xăng dầu Nhà Bè càng làm trầm trọng thêm tình trạng thiếu nhiên liệu của Việt Nam Cộng hòa. Kinh tế Việt Nam Cộng hòa bị cú sốc mạnh nhất từ những nguyên nhân sau:
- Lệ thuộc quá nhiều vào việc nhập khẩu: một số sản phẩm tăng giá nhiều nhất như xăng, dầu nhớt, dầu khí, dầu diesel, gạo, phân bón, đường, xi măng, sắt thép, máy móc, thiết bị... Các mặt hàng này trung bình tăng giá 80%.
- Nhập khẩu chiếm tới 1/3 tổng sản phẩm quốc gia, nên khi nguyên liệu nhập khẩu tăng giá thì ảnh hưởng của nó sẽ lan tràn ra mọi lãnh vực sản xuất. Ví dụ, khi giá phân bón nhập khẩu tăng lên thì giá gạo và nông sản cũng phải lên theo, giá bông gòn nhập vào tăng lên thì sẽ kéo theo giá vải vóc... Và cứ như thế vật giá theo nhau leo thang.

Vật giá leo thang làm ảnh hưởng mạnh tới tinh thần nhân dân, đặc biệt là quân đội. Một người lính trung bình được lĩnh 20.000 đồng một tháng, sau khi mua gạo cho gia đình 5 người ăn thì chẳng còn bao nhiêu để mua thức ăn, thuốc men, chi tiêu, chưa nói tới nhà cửa, giáo dục, giải trí.
Do quân đội Mỹ và đồng minh rút khỏi miền Nam, thị trường tiêu thụ các hàng công nghiệp dân dụng bị thu hẹp. Mặc dù khả năng nhập khẩu các nguyên vật liệu không giảm sút, nhưng không còn thị trường tiêu thụ rộng lớn như trước. Do đó, sản xuất công nghiệp tàn lụi dần: Tổng sản lượng công nghiệp năm 1972 giảm 5% so với năm 1971, đến năm 1973 giảm 22%, năm 1974 tiếp tục giảm 21%. Một loạt ngành công nghiệp giảm sút nghiêm trọng: Nếu so với năm 1962, năm 1974 sản lượng đồ sứ đã giảm 50%, vôi và xi măng giảm 84%, thủy tinh giảm 99%, đồ nhôm giảm 89%.
Việc rút đi của hơn nửa triệu quân Mỹ đã để lại một khoảng trống khổng lồ trong nền kinh tế: 4-5 tỷ đôla hàng năm trước đây được lính viễn chinh Mỹ tung vào xã hội qua các dịch vụ mua sắm, nay không còn nữa. Một khối lượng lớn người lao động làm việc trong các "sở Mỹ" (các trụ sở của Mỹ) cũng không còn việc làm. Số lượng công nhân làm ở các cơ sở của Mỹ năm 1971 là 100.000 người, đến tháng 12 năm 1972 chỉ còn lại 10.000 người, tạo ra thất nghiệp hàng loạt.
Nhìn chung đây là giai đoạn kinh tế Việt Nam Cộng hòa khó khăn nhất, quân đội Mỹ rút dần, viện trợ bị giảm. Lạm phát tiếp tục ở mức phi mã. Năm 1970, tỷ lệ lạm phát (tính toán dựa trên chỉ số giá tiêu dùng tại Sài Gòn áp dụng cho tầng lớp lao động) lên tới 36,8%. Năm 1973, tỷ lệ lạm phát là 44,5%, và năm 1974 đã vượt 200%. Với việc viện trợ bị giảm, nền kinh tế tiêu dùng dựa vào viện trợ của Việt Nam Cộng hòa đã không thể phát triển ổn định, bền vững.
Nhà sử học Stanley I. Kutler viết trong cuốn Encyclopedia of The Vietnam War như sau:
Đối với hầu hết người dân trong các thành phố, đời sống càng ngày càng trở nên khó khăn. Vào năm 1972, có khoảng 800.000 trẻ em mồ côi lang thang trên các vỉa hè trong các đường phố ở Sài Gòn và một số thành phố khác, sống bằng nghề ăn mày, đánh giầy, rửa xe, móc túi và dẫn khách làng chơi về cho chính chị gái và mẹ của chúng. Có vào khoảng 500.000 gái điếm và gái bán bar, trong đó có nhiều người là vợ của quân nhân trong quân đội miền Nam. Họ phải làm cái việc ô nhục này để phụ cho đồng lương chết đói của ông chồng không đủ nuôi cho một người. Ngoài ra, lại còn có khoảng 2 đến 3 triệu người, gồm những người già cả hay thương phế binh của quân đội miền Nam không thể nào tìm được công ăn việc làm. Vào năm 1974, tình trạng đói đã lan rộng ra nhiều nơi trên lãnh thổ miền Nam. Theo cuộc thăm dò của sinh viên Ca-tô thì ngay trong khu vực giàu có nhất trong thành phố Sài Gòn, chỉ có 1/5 tổng số gia đình có đủ ăn, một nửa tổng số gia đình cho là có thể lo được mỗi ngày một bữa cơm và một bữa cháo bằng thứ gạo rẻ tiền nhất. Các gia đình còn lại đều đói cả. Đói và thất nghiệp đưa đến tội phạm, tự tử và biểu tình trong khắp các vùng do chính quyền Sài Gòn kiểm soát.

## Cơ cấu kinh tế
Trong vòng 20 năm, xét theo giá trị sản lượng tuyệt đối, công nghiệp tăng khoảng 2,5 đến 3 lần, nhưng xét theo tỷ trọng trong GDP thì hầu như không tăng, chỉ từ 8 - 10% GDP. Vào giữa thập kỷ 1950, giá trị sản lượng công nghiệp theo đầu người của Việt Nam Cộng hòa không kém lắm so với các nước trong khu vực, xấp xỉ bằng Thái Lan. Nhưng từ thập kỷ 1960 trở đi, khoảng cách ngày càng xa, và Việt Nam Cộng hòa đã rơi xuống vị trí thấp nhất trong khu vực. Cho đến giữa thập kỷ 1960, Việt Nam Cộng hòa cũng đứng ở vị trí thấp nhất khu vực về tỉ lệ dân số làm việc trong lĩnh vực công nghiệp.
Nông-lâm-ngư luôn chiếm tỷ trọng khoảng 30% GDP. Còn tỷ trọng của khu vực dịch vụ đã tăng nhanh chóng từ 45% lên 60%.
| Năm  | Nông lâm ngư nghiệp | Công nghiệp, xây dựng | Công nghiệp, xây dựng | Công nghiệp, xây dựng | Dịch vụ |
| Năm  | Nông lâm ngư nghiệp | Tổng                  | Công nghiệp           | Xây dựng              | Dịch vụ |
| ---- | ------------------- | --------------------- | --------------------- | --------------------- | ------- |
| 1960 | 36,4                | 14,5                  | 12,8                  | 1,7                   | 49,1    |
| 1961 | 34,8                | 15,1                  | 13,6                  | 1,5                   | 50,1    |
| 1962 | 34,1                | 13,9                  | 12,5                  | 1,4                   | 52,0    |
| 1963 | 33,1                | 14,7                  | 13,2                  | 1,5                   | 52,2    |
| 1964 | 32,6                | 14,3                  | 12,9                  | 1,4                   | 53,1    |
| 1965 | 30,6                | 14,0                  | 12,5                  | 1,5                   | 55,4    |
| 1966 | 29,0                | 11,9                  | 10,1                  | 1,8                   | 59,1    |
| 1967 | 35,4                | 8,7                   | 7,6                   | 1,1                   | 55,9    |
| 1968 | 33,9                | 8,9                   | 7,7                   | 1,2                   | 57,2    |
| 1969 | 34,6                | 8,2                   | 6,5                   | 1,7                   | 57,2    |
| 1970 | 38,3                | 9,5                   | 7,7                   | 1,8                   | 52,2    |
| 1971 | 38,1                | 10,6                  | 9,0                   | 1,6                   | 51,3    |
| 1972 | 34,7                | 9,3                   | 8,0                   | 1,3                   | 56,0    |
| 1973 | 34,5                | 9,3                   | 7,9                   | 1,4                   | 56,2    |

### Công nghiệp

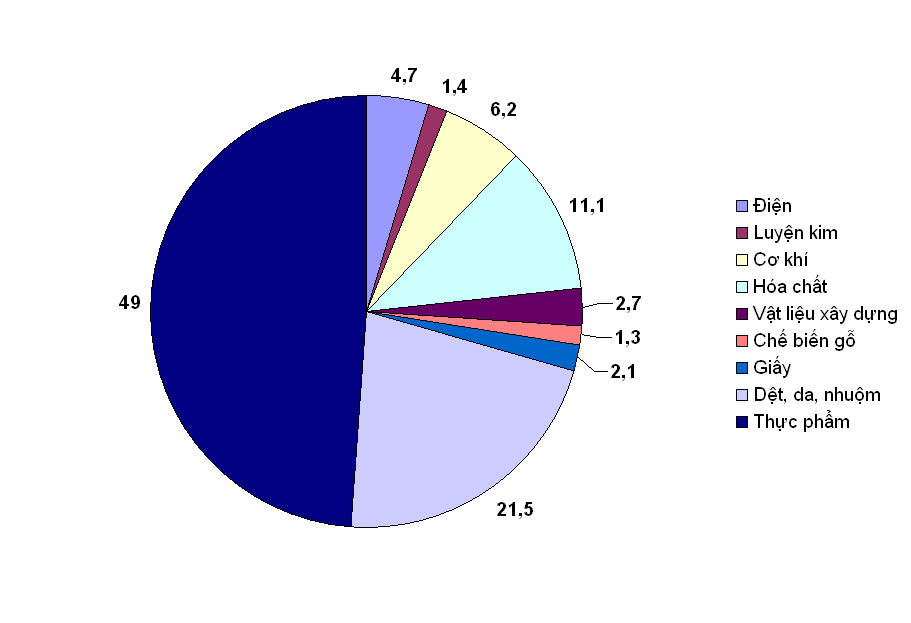
Tỷ trọng (%) của các phân ngành công nghiệp trong tổng giá trị sản lượng công nghiệp năm 1973.

Quá trình phát triển của nền công nghiệp Việt Nam Cộng hòa trải qua một số giai đoạn.
- Giai đoạn 1954-1956: Công nghiệp khá nghèo nàn với số lượng nhà máy ít ỏi có từ thời Pháp thuộc.
- Giai đoạn 1957-1967: là giai đoạn phát triển nhanh của công nghiệp nhờ chính sách công nghiệp tích cực của chính quyền, viện trợ của Mỹ và các biện pháp bảo hộ nền công nghiệp trong nước.
- Giai đoạn 1967-1972: có sự phân hóa rõ rệt giữa các phân ngành. Những phân ngành như sản xuất đường và dệt không được bảo vệ nữa nên bị hàng ngoại tràn ngập và bóp chết. Trong khi đó, những ngành như chế biến thực phẩm phục vụ quân nhu, chế biến gỗ, vật liệu xây dựng lại phát triển mạnh. Đặc biệt, ngành luyện kim phát triển rất nhanh mặc dù miền Nam Việt Nam không có những mỏ kim loại. Chính phế thải kim loại của chiến tranh mới là nguồn nguyên liệu dồi dào và rẻ cho ngành luyện kim. Trên cơ sở sự phát triển của ngành luyện kim, ngành gia công kim loại cũng phát triển vượt bậc.
- Giai đoạn sau 1972: là giai đoạn suy thoái của nền công nghiệp nói chung. Nguyên nhân là thị trường tiêu thụ hàng công nghiệp dân dụng bị thu hẹp do quân đội Mỹ và đồng minh rút khỏi Việt Nam. Tuy nhiên, các ngành luyện kim và điện vẫn phát triển với nhiều nhà máy mới được xây dựng. Còn các ngành sản xuất vật liệu xây dựng là những ngành suy giảm mạnh. Cơ cấu công nghiệp của Việt Nam Cộng hòa tại thời điểm 1973 cho thấy công nghiệp của Việt Nam Cộng hòa chủ yếu là công nghiệp nhẹ. Công nghiệp nặng và hóa chất mới ở trình độ sơ khai. Nguyên liệu cho ngành chế tạo chủ yếu phải nhập khẩu từ nước ngoài.

Đến năm 1975, nền công nghiệp Việt Nam Cộng hòa phần lớn là các cơ sở công nghiệp nhỏ: 175 ngàn cơ sở với 1,4 triệu lao động và 800 triệu USD giá trị tài sản cố định. Có khoảng 1% cơ sở có quy mô từ 10 công nhân trở lên, còn lại là dưới 10 công nhân. Công nghiệp nhẹ chiếm 90% giá trị sản lượng của toàn ngành, chủ yếu là đồ uống, thực phẩm, thuốc lá, dệt may... Ngành công nghiệp Việt Nam Cộng hòa chỉ chiếm chưa tới 10% GDP, nhìn chung còn rất nhỏ bé so với nền công nghiệp của Hàn Quốc, Đài Loan cùng thời (những nước cùng nhận viện trợ của Hoa Kỳ nhưng sử dụng viện trợ hiệu quả hơn).
Đến cuối năm 1974, người Hoa kiểm soát hơn 80% các cơ sở sản xuất của các ngành công nghiệp thực phẩm, dệt may, hóa chất, luyện kim, điện... và gần như đạt được độc quyền thương mại: 100% bán buôn, hơn 50% bán lẻ và 90% xuất nhập khẩu.
Năm 1973, chính phủ đã tổ chức 2 vòng đấu thầu khai thác dầu lửa ngoài khơi thềm lục địa. Nhiều công ty khai thác dầu lửa nước ngoài đã tham gia, bất chấp là tình hình an ninh chưa ổn định. Chính phủ cấp giấy phép cho sáu tổ hợp công ty dầu lửa được khai thác 13 địa điểm trong một khu vực 82.000 km² mới chỉ là 16% của thềm lục địa. Tới tháng 10 năm 1974 hãng Mobil khoan mỏ Bạch Hổ, tại lô 04-TLD, tìm được dầu dưới độ sâu trên 2,7 km. Ước tính là vào cuối 1975, sẽ có ít nhất 20 giàn khoan. Sản xuất một lượng dầu khả quan sắp được bắt đầu muộn lắm là vào cuối năm 1977. Các Công ty dầu đề nghị Chính phủ hai điểm: thứ nhất, cho công ty đào ngay mà không phải qua thủ tục đấu thầu, hành chánh; thứ hai, khi khai thác được dầu sẽ chia đôi, một nửa cho công ty, một nửa cho Chính phủ. Sau 1975, các mỏ dầu này do Liên doanh Vietsopetro của Cộng hòa Xã hội Chủ nghĩa Việt Nam quản lý và khai thác.
Về địa lý công nghiệp, hầu hết các cơ sở công nghiệp của Việt Nam Cộng hòa tập trung ở Sài Gòn, Gia Định, Biên Hòa. Ba địa phương này chiếm khoảng 85% tổng số xí nghiệp, 90% tổng sản lượng khu vực chế tạo. Hậu quả của sự phân bố mất cân bằng này khá nặng nề: Những vùng tạo ra nguồn nguyên liệu rất quan trọng cho công nghiệp chế biến như nông sản, thủy sản và hải sản ở đồng bằng sông Cửu Long phải chuyên chở nguyên liệu lên tận Sài Gòn; Những vùng cung cấp gỗ ở Trung bộ thì quá xa các cơ sở chế biến
Sản xuất công nghiệp của Việt Nam Cộng hòa phụ thuộc nặng vào nước ngoài về trang thiết bị thay thế và nguyên liệu, khoảng 70 - 100% nguyên liệu là nhập khẩu. Từ sau 1970, hàng năm, công nghiệp miền Nam phải nhập 300 triệu USD nguyên liệu và 65 triệu USD thiết bị. Trong công nghiệp đường, năm 1973 phải dùng tới 97,4% nguyên liệu là đường thô nhập khẩu. Trong ngành thuốc lá, 89% sợi thuốc phải nhập khẩu. Trong ngành sản xuất sữa, tỷ lệ đó là 62,8%. Trong ngành dệt, bông để kéo sợi gần như 100% là nhập khẩu từ Mỹ theo chương trình viện trợ nông phẩm. Trong ngành gốm, 53,4% giá trị nguyên liệu cũng là nhập khẩu: cao lanh, các loại hóa chất làm men chịu lửa... Ngành xi măng 42,2% là nguyên liệu nhập khẩu, ngành thủy tinh là 41%, ngành kim khí là 65%. Những cơ sở luyện kim trong nước chỉ cung cấp được nguyên liệu cho những mặt hàng thông thường, còn những kim loại có chất lượng cao để chế tạo những bộ phận quan trọng trong máy móc cũng đều phải nhập khẩu. Có lẽ chỉ trừ ngành gạch, ngói thì không cần dùng nguyên liệu nhập khẩu. Những ngành công nghiệp này đa số là yếu kém về hiệu năng và chỉ có thể tồn tại nhờ chính sách ưu đãi của chính phủ và viện trợ của Mỹ. Nếu Mỹ cắt giảm viện trợ thì các ngành này cũng sẽ đình trệ ngay lập tức do không có tiền nhập khẩu nguyên liệu, đó là điều đã xảy ra vào năm 1973.
Trong 20 năm, Việt Nam Cộng hòa vẫn chưa tạo ra được công nghiệp năng lượng. Hầu hết nguồn năng lượng là dựa vào dầu nhập khẩu. Mỗi năm, Việt Nam Cộng hòa phải nhập khoảng 2 triệu tấn dầu các loại, vừa để chạy xe và các loại máy nông nghiệp, còn khoảng một nửa để chạy các nhà máy điện.
Nhìn chung, công nghiệp của Việt Nam Cộng hòa không dùng xuất khẩu để tự nuôi nó và nuôi các ngành kinh tế khác, mà được nuôi bằng viện trợ nhập khẩu. Đặc điểm này sẽ trở thành một vấn nạn của nền kinh tế khi viện trợ bị cắt giảm (không có tiền để mua nguyên liệu, phụ tùng thay thế). Theo tính toán của Phó Thủ tướng Nguyễn Văn Hảo, toàn bộ ngành công nghiệp chế biến hàng năm sử dụng từ 350 đến 400 triệu lít nhiên liệu, và thêm khoảng 600 triệu lít nhiên liệu được sử dụng để sản xuất điện, thì tổng số nhiên liệu cần thiết cho ngành năng lượng là khoảng 1 triệu tấn, mỗi năm cần có khoảng 100 triệu đôla cho nhập khẩu nhiên liệu. Khi viện trợ Mỹ còn dồi dào thì 100 triệu đôla chưa phải là khó kiếm. Nhưng khi hết viện trợ thì thiếu xăng dầu sẽ trở thành một trong những vấn nạn ập đến chỉ sau 1 hoặc 2 tháng vào năm 1974.

### Nông nghiệp
Nông nghiệp là một khu vực kinh tế quan trọng của Việt Nam Cộng hòa. Các nông sản chính là lúa, cây công nghiệp (đặc biệt là cà phê). Việt Nam Cộng hòa đã có thời gian xuất khẩu cả gạo. Năm 1960 đánh dấu mức cao nhất trong lịch sử kinh tế Việt Nam Cộng hoà, với tổng xuất là 340.000 tấn. Từ sau năm đó, nông thôn bắt đầu thiếu an ninh, xuất cảng gạo xuống dần, và tới năm 1962, còn 85 ngàn tấn. Từ năm 1965, đã có lúc phải nhập cảng gạo.
Sản xuất lúa gạo của Việt Nam Cộng hòa giai đoạn 1953-1958:
| Năm       | Diện tích cấy lúa (ha) | Sản lượng (tấn) | Sản lượng bình quân (tạ/ha) |
| --------- | ---------------------- | --------------- | --------------------------- |
| 1953-1954 | 1.540.000              | 1.975.840       | 12,8                        |
| 1954-1955 | 1.572.000              | 1.977.420       | 12,5                        |
| 1955-1956 | 2.296.800              | 2.828.900       | 12,3                        |
| 1956-1957 | 2.625.138              | 3.514.621       | 13,3                        |
| 1957-1958 | 2.657.524              | 3.174.000       | 11,9                        |

Năm 1960, Việt Nam Cộng hoà vẫn còn xuất khẩu được gạo với tổng mức là 340.000 tấn, nhưng sau đó do tình hình chiến sự với Mặt trận Dân tộc Giải phóng miền Nam Việt Nam, nông thôn bắt đầu thiếu an ninh và sự tàn phá của bom đạn Mỹ khiến sản lượng gạo tụt xuống. Xuất cảng gạo xuống dần, tới năm 1962 chỉ còn 85.000 tấn. Từ 1965 trở đi thì phải chuyển sang nhập khẩu gạo, có năm lên tới 760.000 tấn. So với năm 1939: xuất cảng gạo của riêng Nam Bộ lên tới gần hai triệu tấn. Tới năm 1954 cũng vẫn còn 520.000 tấn.
Nhờ những chính sách phát triển nông thôn, từ năm 1970, sản xuất lúa gạo tại miền Nam đã tăng trở lại. Thêm vào đó là nhờ tiến bộ kỹ thuật: loại lúa giống IR-3 phát xuất ở Philippines được đem vào đồng bằng Cửu Long, nhờ phát triển nhanh và tốt, còn được gọi là lúa Thần Nông. Đến năm 1971 thì lúa Thần Nông đã phủ được trên 2,6 triệu mẫu ruộng, bằng 42% diện tích canh tác. Sản lượng lúa năm 1973 là 6,35 triệu tấn, tăng lên so với 4.955.000 tấn năm 1960, gần tới mức đủ ăn. Nhập khẩu gạo năm 1973 giảm xuống chỉ còn 370.000 tấn. Dự tính của Việt Nam Cộng hòa là tới năm 1976 có thể xuất khẩu gạo nếu duy trì được mức tăng này.
Cây công nghiệp được đẩy mạnh để thay thế nhập khẩu: sản xuất thuốc lá đã tới trên 18.000 tấn so với 9.000 tấn năm 1971; mía đường lên trên 900.000 tấn, gần gấp ba mức 1970. Dự phóng cho 1975 là sẽ tăng gấp đôi, tức 1,8 triệu tấn. Ngô bắp thì từ 31.000 tấn (1970), tăng lên trên 50.000 tấn (1974). Đồn điền cao su với diện tích hơn 100.000 hecta vào năm 1968 sản xuất chỉ hơn 20.831 tấn năm 1969 nhưng đến năm 1970 đã đạt 24.100 tấn lại có khả năng phục hồi sản xuất trên 70.000 tấn cao su như mức tiền chiến. Xuất cảng tôm và hải sản từ vỏn vẹn 500.000 tăng lên gần 11 triệu đô la. Dự đoán cho 1975 là 30 triệu. Tổng số xuất cảng năm 1973 lên tới 53 triệu USD, tăng gấp ba lần năm 1972.
Việc cơ khí hóa nền nông nghiệp nhìn chung vẫn còn ở mức kém. Mức độ cơ khí hóa nông nghiệp của Việt Nam Cộng hòa là 0,2 mã lực/mẫu, so với 0,5 mã lực/mẫu của Đài Loan cùng thời. Diện tích sử dụng máy cày không quá 20% tổng diện tích canh tác. Tỷ lệ diện tích đất canh tác được trang bị hệ thống thủy nông còn thấp, các máy bơm chưa đảm bảo tưới nổi 1/10 diện tích nông nghiệp (trong khi tại Thái Lan năm 1962 là 30%, tại Malaixia năm 1966 là 40%, tại Đài Loan năm 1967 là 74%, tại Hàn Quốc năm 1965 là 83%, tỷ lệ trung bình tại các quốc gia Đông Nam Á là 35%). Về mức độ sử dụng phân bón, Việt Nam Cộng hòa đạt mức 150 kg/ha, trong khi đó Đài Loan là 310 kg/ha, Hàn Quốc là 230 kg/ha và Nhật Bản là 400 kg/ha, ở miền Bắc Việt Nam cùng thời cũng đã đạt 300 kg/ha. Toàn bộ phân bón hóa học của Việt Nam Cộng hòa phải nhập khẩu do không có nhà máy phân bón, trong khi ở miền Bắc Việt Nam khi đó sản xuất được 700-800 ngàn tấn/năm
Viện trợ của Hoa Kỳ đã có ảnh hưởng cả tích cực lẫn tiêu cực đến nền kinh tế nông nghiệp. Mặt tích cực là nông dân được mua phân bón, nông cụ với giá rẻ. Mặt tiêu cực là nó đã tạo ra sự cạnh tranh đối với những mặt hàng nông phẩm trong nước, vì giá nông phẩm từ Hoa Kỳ đưa sang được bán với giá rất thấp, đồng thời tạo ra tâm lý lười biếng, thích sống nhờ vào trợ cấp. Viện trợ nông phẩm của Mỹ đã làm tê liệt mọi sức kích thích đối với việc cải tạo và phát triển kỹ thuật sản xuất nông nghiệp. Đến năm 1973, Mỹ giảm viện trợ, sản xuất nông nghiệp đã giảm sút 21%.

### Dịch vụ
Nhờ viện trợ của Hoa Kỳ và sự hiện diện của lính Mỹ và các nước đồng minh mà khu vực dịch vụ phát triển nhanh. Những ngành góp phần gia tăng tỷ trọng dịch vụ và đóng góp nhiều trong tổng sản lượng quốc gia là những ngành nhà nước kiểm soát và các hoạt động thương mại như cho thuê nhà, thương mại, vận tải, bảo hiểm, ngân hàng, thầu cho quân đội, và các loại dịch vụ khác. Số người làm việc cho các công ty nước ngoài năm 1969 là 138.617. Khoảng 150.000 người sống bằng các nghề khác nhau liên quan đến người Mỹ. Các loại hình dịch vụ nở rộ do nhu cầu của người Mỹ và các nước khác. So với các nước Châu Á khác trong cùng thời kỳ, tỷ trọng dịch vụ của Việt Nam Cộng hòa rất cao. Trong giai đoạn 1954 - 1964 tỷ trọng dịch vụ trong tổng sản lượng quốc gia của Việt Nam Cộng hòa luôn trên 50%. Giai đoạn 1965 - 1975, dịch vụ tiếp tục chiếm ưu thế ở mức trên 50% trong khi đó khu vực sản xuất suy giảm từ 37,3% năm 1965 xuống 34,7% năm 1969. Trong thời kỳ này Hàn Quốc, Đài Loan, Singapore, Philippines có tỷ trọng công nghiệp khoảng 20 - 25% GNP còn Việt Nam Cộng hòa dịch vụ luôn trên 50% GNP trong khi công nghiệp chỉ khoảng 10% GNP. Dịch vụ của Việt Nam Cộng hòa phát triển không phải do công nghiệp và nông nghiệp phát triển như các nước khác mà nhờ viện trợ Mỹ khiến Việt Nam Cộng hóa có nền kinh tế tiêu thụ và không bền vững.

## Xuất nhập khẩu
| Số liệu ngư nghiệp | Số liệu ngư nghiệp | Số liệu ngư nghiệp      |
| Năm                | Số tàu cá          | Trị giá xuất khẩu (USD) |
| ------------------ | ------------------ | ----------------------- |
| 1964               | 39.000             |                         |
| 1969               | 81.956             | 700.000                 |
| 1970               | 88.215             |                         |
| 1972               |                    | 6.000.000               |
| 1973               |                    | 11.000.000              |
| 1974               | 95.000             | 20.000.000              |

Các nguồn nhập khẩu quan trọng đối với kinh tế Việt Nam Cộng hòa là Mỹ, Pháp và Nhật Bản. Các mặt hàng nhập khẩu quan trọng trong thời kỳ trước năm 1965 là dầu hỏa, dược phẩm, sắt thép, máy móc, phân bón. Điều này phản ánh thực tế là Việt Nam Cộng hòa đang trong quá trình công nghiệp hóa. Các mặt hàng nhập khẩu quan trọng của thời kỳ sau 1965 là gạo, hàng tiêu dùng, nhiên liệu và vật tư. Sự thay đổi về cơ cấu nhập khẩu trước và sau năm 1965 chính là do tác động của chiến tranh tới sản xuất và nhu cầu trong nước. Sản xuất cầm chừng, nên nhập khẩu hàng tiêu dùng tăng lên. Trong khi đó quân nhu gia tăng dẫn tới nhập khẩu vật tư, nguyên liệu tăng cao.
Trước năm 1959, giữa Việt Nam Cộng hòa và Việt Nam Dân chủ Cộng hòa có một số trao đổi thương mại. Từ năm 1959, trao đổi này chấm dứt khi quan hệ chính trị giữa hai bên trở nên căng thẳng hơn.
Xuất khẩu của Việt Nam Cộng hòa chủ yếu là hàng thủy sản và nông-lâm nghiệp (gạo trước năm 1965, cao su). Trong các ngành thì ngư nghiệp có tiềm năng lớn nhất, dẫn đầu các mặt hàng xuất cảng sau năm 1970. Hàng chế tạo xuất khẩu chỉ chiếm tỷ trọng rất khiêm tốn phản ánh quá trình công nghiệp hóa ở Việt Nam Cộng hòa chưa vượt qua giai đoạn thay thế nhập khẩu hàng công nghiệp nhẹ để chuyển sang xuất khẩu các sản phẩm này.
Trái ngược với nhập khẩu, xuất khẩu của Việt Nam Cộng hòa thời kỳ này dần thoi thóp và suy thoái mạnh. Năm 1960, giá trị xuất cảng đạt mức cao nhất là 87,2 triệu đôla, sau đó giảm dần. Đến năm 1966, trị giá xuất cảng chỉ còn là 27,6 triệu đôla, năm 1968 xuất cảng chỉ đạt 11,7 triệu đôla, năm 1970 là 11,5 triệu đôla. Điều này đã phản ánh một cách trung thực đặc tính bấp bênh, không ổn định trong nền sản xuất của Việt Nam Cộng hòa.
Suốt 20 năm tồn tại, Việt Nam Cộng hòa luôn nhập siêu. Thâm hụt cán cân thương mại khuếch đại từ năm 1965 vừa do kim ngạch nhập khẩu tăng, vừa do kim ngạch xuất khẩu giảm. Xuất khẩu giảm có thể là do chiến tranh khiến sản xuất nông nghiệp và thủy sản - hai nguồn hàng xuất khẩu chính - giảm đi. Còn nhập khẩu tăng cùng với viện trợ thương mại tăng khi chiến tranh leo thang và do nhu cầu hàng nhập khẩu tăng vọt cùng với sự hiện diện của quân đội Mỹ và đồng minh.
Xét về tỷ trọng hàng hóa nhập khẩu, các loại trang bị máy móc chiếm tỷ trọng nhỏ nhất (năm 1964 chiếm 8%, năm 1967 chiếm 18%), phần lớn hàng nhập khẩu là nguyên liệu và hàng tiêu dùng. Viện trợ dồi dào từ Mỹ đã tạo ra một khuynh hướng tiêu thụ xa xỉ "quá trớn" trong dân chúng (nhất là việc đua nhau mua xe máy, ô tô). Trong giai đoạn 1964-1969, số xe du lịch nhập khẩu đã bằng 80% số xe nhập khẩu trong suốt 10 năm trước, năm 1966 số xe gắn máy được nhập khẩu cao gấp năm lần so với năm 1963. Nhiều người ngoại quốc tới Việt Nam đã đặt cho thành phố Sài Gòn tên là "thành phố Honda". Đồng thời, số lượng lớn hàng hóa tiêu dùng đổ vào thị trường miền Nam đã cạnh tranh với hàng quốc nội, thậm chí là giết chết các hãng sản xuất nội địa, khiến nền kinh tế tiềm ẩn sự bấp bênh, thiếu ổn định. Viện trợ Mỹ đã tạo ra một xã hội tiêu dùng tại các thành phố lớn tương phản với tình trạng nghèo khổ tuyệt đối tại nông thôn.
Tổng cộng trong 20 năm, tổng giá trị nhập khẩu của Việt Nam Cộng hòa vào khoảng 10 tỷ USD. Trong khi đó, giá trị xuất khẩu chỉ đạt 996,6 triệu USD (bằng 1/10 giá trị nhập khẩu). Trung bình mỗi năm, cán cân xuất nhập khẩu bị thâm hụt khoảng 500 triệu USD (tương đương với 50% GDP của cả miền Nam). Nguồn trang trải cho sự thâm hụt này dựa vào viện trợ của Hoa Kỳ.

## Tài chính công

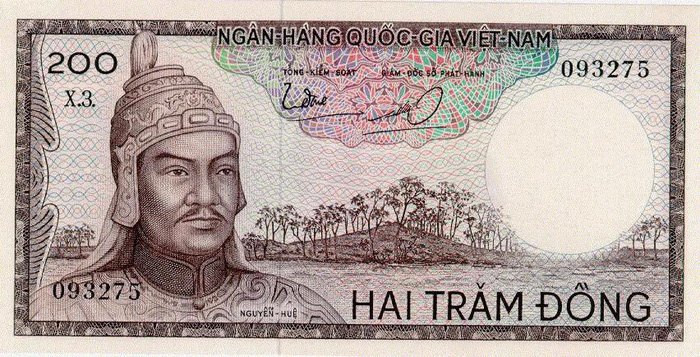
Tiền giấy Việt Nam Cộng hòa có hình Quang Trung

Ngân sách của chính quyền Việt Nam Cộng hòa luôn ở trong tình trạng thâm hụt mà nguyên nhân chính là các khoản chi cho quân sự luôn lớn hơn cho chi dân sự và càng ngày càng tăng. Mức thâm hụt đã tăng từ mức trên 50% một chút trong nửa cuối thập niên 1950 lên gần 70% đầu thập niên 1960 và đến 78,9% vào năm 1968. Để bù đắp thâm hụt ngân sách, chính quyền đã nỗ lực cải cách hệ thống thuế nhằm tăng nguồn thu, bán dự trữ ngoại tệ (và kim loại quý) đồng thời phá giá nội tệ nhằm tăng thu từ thuế nhập khẩu và tăng mức thu tính bằng nội tệ từ bán ngoại tệ. Tuy nhiên, các biện pháp khẩn cấp để bù đắp thâm hụt ngân sách đã được áp dụng là vay của Ngân hàng Quốc gia, vay của các ngân hàng thương mại và bán công trái.
Trong cơ cấu chi ngân sách, chi tiêu quân sự luôn chiếm tỷ trọng lớn. Năm thấp nhất, 1959, là 41%. Năm cao nhất, 1968-1969, là 66%. Chi tiêu dân sự có tới 89% là chi trả lương cho đội ngũ công chức và quân nhân trong chính phủ.

### Thu ngân sách
Trong cơ cấu thu ngân sách từ nguồn nội địa, thu từ thuế chiếm một tỷ trọng lớn, từ 70% tới 85%. Nhờ cải cách hệ thống thuế, từ năm 1966, số thu từ thuế tăng nhanh, và đặc biệt nhanh trong các năm 1973-1974. Các sắc thuế cho số thu lớn là thuế thu nhập, thuế sản xuất và thuế rượu-bia, thuế thuốc lá.
Thuế lợi tức cá nhân đặt thành ba ngạch ở thời giá năm 1964:
1. Thuế 1% với lợi tức dưới 50.000 đồng/năm;
2. Thuế 2% với lợi tức 50.000 đến 100.000 đồng/năm;
3. Thuế 5% với lợi tức hơn 100.000 đồng/năm.

Thuế được khấu trừ cho những gia đình với con nhỏ dưới 21 tuổi, cha mẹ già hơn 60 tuổi, hay có người trong nhà bị tàn tật. Mỗi năm đến ngày 1 Tháng 4 thì phải khai nộp các khoản lợi tức từ năm trước. Thuế thổ cư thì căn cứ vào diện tích mét vuông hay hecta ruộng. Nhà cửa thì tính theo thời giá.
Các nghề nghiệp cũng phải chịu thuế chỉ trừ nghề giáo viên, làm ruộng và khai thác nguyên liệu. Tổng cộng có 768 nghề phải nộp thuế. Ví dụ như nhà nấu rượu thì phải đóng 3 đồng mỗi 100 lít rượu. Thuế sản xuất nói chung áp dụng đều là 6% giá thành. Cơ sở sản xuất nhỏ (dưới 6 nhân viên, doanh thu dưới 500.000 đồng, hay có tính cách thủ công) thì đều miễn. Ngoài ra còn có một số thuế gián tiếp như thuế xăng nhà phân phối phải nộp 2,5 đồng mỗi lít; thuế giải trí (vé chiếu bóng, cải lương, xiếc, nhạc hội, đua ngựa, phòng trà v.v.) từ 5% đến 20% tổng thu; thuế xe lưu hành (căn cứ trên phân khối cc của máy xe); thuế xay thóc; thuế quý kim và đồ cổ (hơn 50 năm tuổi); thuế nước đá (100 đồng mỗi một tấn); thuế nhà hàng; thuế con tem thị thực; thuế sang nhượng tài sản; thuế công quản (excise, đánh vào người tiêu thụ bia, rượu, thuốc lá, v.v.).
Một nguồn thu khác của chính phủ là Xổ số "Kiến thiết Quốc gia". Mọi phần thu được từ thuế khóa và xổ số đều do chính phủ quốc gia điều hành rồi phân bố xuống các tỉnh, quận, và xã.
|  |  |

Năm 1961, khi Chiến tranh đặc biệt bắt đầu thì ngân sách Việt Nam Cộng hóa bắt đầu thiếu hụt 1 tỷ đồng, đến năm 1964 thiếu hụt 12 tỷ đồng. Trong cùng thời gian này lượng tiền lưu thông tăng 10 tỷ đồng. Hậu quả là giá cả tăng 20%, trung bình mỗi năm tăng 4%. Giai đoạn 1965 - 1969 sau đó do nhu cầu chi cho quân sự nên ngân sách nhà nước thâm hụt ngày càng lớn từ 29 tỷ đồng năm 1965 lên 42 tỷ đồng năm 1967. Lượng tiền lưu thông tăng 55 tỷ đồng tương đương 204%, trung bình mỗi năm tăng 68%. Giá cả tăng 189%, trung bình mỗi năm tăng 63%. Sau năm 1968, ngân sách thiếu hụt lên đến 195 tỷ đồng trong 3 năm từ 1969 đến 1971, trung bình mỗi năm thiếu 65 tỷ đồng. Lượng tiền lưu thông tăng 81 tỷ đồng tức 100%, trung bình tăng 33% mỗi năm. Giá cả trung bình tăng mỗi năm 39%.

## Chính sách tiền tệ

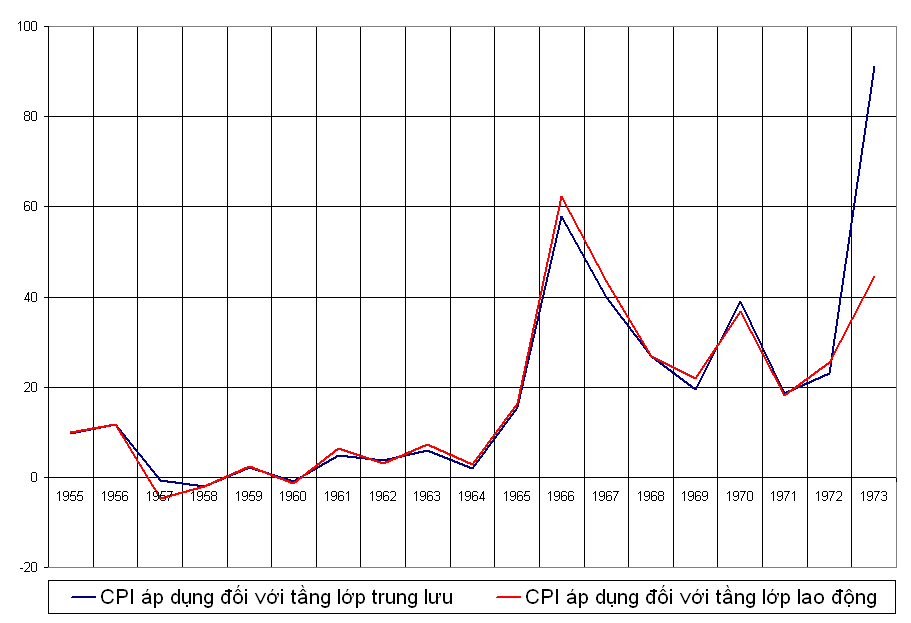
Diễn biến lạm phát (%) ở Việt Nam Cộng hòa căn cứ vào chỉ số giá tiêu dùng (áp dụng riêng cho tầng lớp trung lưu và tầng lớp lao động).

Mức giá chung của nền kinh tế Việt Nam Cộng hòa tương đối ổn định trong thời kỳ trước 1965. Những năm 1957-1958 và 1960, mức giá chung không những không tăng mà còn giảm. Sang thời kỳ chiến tranh leo thang, mức giá chung của nền kinh tế cũng leo thang mà nguyên nhân là chính quyền phải phát hành tiền nhiều hơn để chi tiêu cho chiến tranh và để đổi cho quân đội Mỹ và đồng minh chiến đấu tại Việt Nam Cộng hòa. Trước xu hướng lạm phát tăng tốc, chính quyền đã triển khai một số biện pháp kìm chế, trong đó có biện pháp phá giá nội tệ, đồng thời đẩy mạnh bán ngoại tệ trong dự trữ ngoại hối nhà nước để có thể thu hồi được nhiều hơn số tiền trong lưu thông về ngân khố quốc gia (biện pháp ngày 17/6/1966), tăng thuế (biện pháp ngày 23-10-1969), tăng lãi suất ngân hàng và áp dụng chế độ tỷ giá song song (biện pháp ngày 5/10/1970).
Do mức giá chung tăng lên, chính quyền cũng đã có những thay đổi trong phát hành tiền. Nếu như trong thời kỳ giá cả ổn định trước năm 1965, tờ tiền giấy có mệnh giá cao nhất là tờ 1.000 đồng, thì năm 1975, các tờ mệnh giá 5.000 đồng và 10.000 đồng đã được phát hành.

Tiền giấy mệnh giá 1000 đồng phát hành 1955.

Trong suốt hai mươi năm tồn tại, trong nền kinh tế Việt Nam Cộng hòa luôn tồn tại đồng thời nhiều loại tỷ giá hối đoái giữa nội tệ với ngoại tệ bao gồm một số loại tỷ giá chính thức và một loại tỷ giá không chính thức (tỷ giá chợ đen). Đây là điều thường thấy ở các nền kinh tế đang phát triển. Các loại tỷ giá hối đoái chính thức gồm tỷ giá để tính toán của Ngân hàng Quốc gia Việt Nam và Viện Thống kê Quốc gia, tỷ giá áp dụng cho xuất khẩu, tỷ giá áp dụng cho nhập khẩu, tỷ giá áp dụng cho nhập khẩu bằng ngoại tệ từ dự trữ của nhà nước. Hai loại tỷ giá thứ hai và thứ ba bằng tỷ giá thứ nhất cộng hoặc trừ một mức theo quy định của chính quyền. Hệ thống nhiều tỷ giá này cho phép chính quyền linh hoạt trong điều tiết xuất nhập khẩu. Trong những năm 1972-1973, chính quyền đã điều chỉnh tỷ giá chính thức áp dụng cho xuất khẩu lên cao hơn cả tỷ giá thị trường chợ đen nhằm thúc đẩy xuất khẩu. Cùng lúc đó, tỷ giá áp dụng cho nhập khẩu lại được điều chỉnh xuống thấp hơn cả tỷ giá chính thức để tính toán và thống kê nhằm mục đích hạn chế nhập khẩu. Tháng 1 năm 1955, tỷ giá chính thức loại dùng để thống kê giữa Đồng và Dollar Mỹ là 35:1, trong khi tỷ giá ngoài thị trường là 180:1. Tháng 12 năm 1974, giá trị tương ứng của hai loại tỷ giá đó lần lượt là 685:1 và 721:1.

## Vai trò của Hoa Kỳ

### Viện trợ kinh tế
Hỗ trợ tài chính của Hoa Kỳ cho Việt Nam Cộng hòa chính là các khoản viện trợ kinh tế bao gồm viện trợ thương mại (nhằm hỗ trợ nhập khẩu và hỗ trợ ngân sách nhà nước), viện trợ nông phẩm (dưới hình thức hiện vật là các lương thực và thực phẩm), viện trợ theo dự án (có thể bằng tiền hoặc hiện vật cho từng dự án cụ thể trong các lĩnh vực hành chính, xã hội, kinh tế-văn hóa).
Nếu xét theo tính chất cho vay hoặc cho không, thì phần lớn viện trợ kinh tế của Mỹ cho Việt Nam Cộng hòa là viện trợ cho không (không hoàn lại), viện trợ cho vay trong 20 năm từ 1955 đến 1975 chỉ chưa đến 200 triệu USD. Các khoản cho vay lớn của Mỹ giúp Việt Nam Cộng hòa đóng tiền gia nhập Quỹ Tiền tệ Quốc tế (4 triệu USD năm 1956), đổi mới hệ thống viễn thông (6,8 triệu USD năm 1958-1959), phát triển đội tàu hỏa (9,7 triệu USD năm 1959, 9,7 triệu USD năm 1961), mở rộng hệ thống dẫn nước từ sông Đồng Nai về Sài Gòn (17,5 triệu USD năm 1960), xây dựng một nhà máy nhiệt điện ở Thủ Đức (12,7 triệu USD năm 1961), hỗ trợ chương trình Người cày có ruộng (5 triệu USD năm 1970).
Ghi chú: Mức viện trợ bình quân đầu người được tính bằng cách lấy tổng viện trợ chia cho dân số Việt Nam Cộng hòa cùng năm. Mức viện trợ tính bằng tiền Đồng tính bằng cách lấy mức viện trợ tính bằng Đô la Mỹ nhân với tỷ giá hối đoái chính thức giữa Đồng Việt Nam Cộng hòa với Dollar.
Nguồn: Số liệu về tổng viện trợ lấy từ Dacy (1986), bảng 10.2, trang 200; Số liệu về dân số Việt Nam Cộng hòa lấy từ Trần Văn Thọ chủ biên (2000), bảng 1.1, trang 238; Số liệu về tỷ giá hối đoái lấy từ Dacy (1986), bảng 9.5, trang 190.
Tuy nhiên, phần lớn những khoản viện trợ kinh tế cho Việt Nam Cộng Hòa, thực ra lại được Hoa Kỳ ngầm thu hồi lại. Ví dụ, trong 6,1 tỷ USD viện trợ (tính theo thời giá 1991) trong tài khoá 1960 - 1961, có 4,8 tỷ USD (80%) được chi ngay ở Mỹ. Sở dĩ như vậy vì phần lớn hàng hóa viện trợ quân sự được mua từ chính các công ty Mỹ. Nếu không viện trợ cho Việt Nam Cộng Hòa, xuất khẩu của nước Mỹ sẽ tụt 12%, nông phẩm dư thừa tăng lên rất nhanh. Vì vậy, viện trợ cho Việt Nam Cộng Hòa thực ra cũng chính là tiền trợ cấp cho nền kinh tế Mỹ Qua chính sách nước đôi này, Hoa Kỳ vừa muốn đạt được mục đích chính trị ở Việt Nam, lại vừa đạt được mục đích trợ giúp kinh tế trong nước.
Trải qua 21 năm, khối lượng viện trợ kinh tế mà Hoa Kỳ cho Việt Nam Cộng Hòa là rất lớn, đạt hơn 10 tỷ USD (thời giá thập niên 1960, tương đương 70-80 tỷ USD theo thời giá 2015). Đây là con số viện trợ kinh tế cao nhất của Hoa Kỳ so với bất cứ nước nào khác trên thế giới kể từ sau Chiến tranh thế giới thứ hai. Ví dụ, Ấn Độ trong 20 năm (1950 - 1970) được Hoa Kỳ viện trợ 9,3 tỷ USD (trong khi dân số Ấn Độ lớn hơn 20 lần); Philippines trong 22 năm được viện trợ gần 2 tỷ USD (1945 - 1967); Thái Lan nhận được gần 1,2 tỷ USD, Indonesia nhận được gần 1 tỷ USD. Ở châu Phi, tính trong 25 năm (1946 - 1970), tổng số viện trợ Hoa Kỳ cho tất cả các nước mới đạt 4,9 tỷ USD. Tại miền Nam Việt Nam, thu nhập quốc dân chưa bao giờ vượt quá 2 tỷ USD/năm, nhưng trong 5 năm cuối cùng (1971 - 1975), trung bình viện trợ Hoa Kỳ đạt hơn 2 tỷ USD mỗi năm (khoảng một nửa là viện trợ kinh tế), tức là còn lớn hơn tổng số của cải do miền Nam Việt Nam làm ra.
Nguồn viện trợ Mỹ đã không giải quyết vấn đề cơ bản và cốt lõi nhất của nền kinh tế là sự "tự chủ", trái lại, nó đã trở thành một loại ma túy nguy hại cho bản thân nền kinh tế Việt Nam Cộng Hòa. Nó tạo ra sự ỷ lại của nền kinh tế, phụ thuộc nặng vào viện trợ và thiếu động lực để tự lực cánh sinh. Một số quan chức Việt Nam Cộng Hòa đã thử cố gắng để xây dựng một hệ thống tài chính tự chủ, và cố kiểm soát các loại hàng hóa nhập khẩu qua viện trợ, tuy nhiên trong mọi trường hợp, Mỹ đều can thiệp để nhằm vô hiệu hóa các nỗ lực ấy, điều này cho thấy bản chất viện trợ Hoa Kỳ cho Việt Nam Cộng Hòa là mấu chốt để duy trì một lãnh thổ phụ thuộc vào Mỹ thay vì xây dựng một nước đồng minh độc lập Ông Vũ Quốc Thúc, chuyên gia kinh tế, từng làm cố vấn kinh tế của Tổng thống, trong một buổi nói chuyện vào năm 1975, đã thổ lộ: 
| “ | Tôi đã có nhiều lần có ý định dành một ít ngoại tệ cho quốc gia để sử dụng vào lúc hữu sự. Nhưng điều này không thể giấu được con mắt của người Mỹ, nhập bao nhiêu, xuất bao nhiêu, bán những gì họ đều nắm và quyết định. Khi họ thấy quỹ ngoại tệ đầy lên một chút thì việc nhập khẩu xăng dầu họ bắt phải trả bằng ngoại tệ sở hữu, không viện trợ nữa, do đó có để giành cũng vô ích, vì cuối cùng để giành lại phải chi tiêu, viện trợ bị cắt giảm. Chính cách xử sự đó của người Mỹ đã đẩy các nhà quản lý ở miền Nam Việt Nam vào xu hướng ỷ lại. Tự lực tự cường không nổi, vì nếu tự lực tự cường thì viện trợ Mỹ cắt giảm, có khi thiệt hại hơn là không tự lực, tự cường. | ” |

Nguyễn Tiến Hưng, bộ trưởng kinh tế Việt Nam Cộng hoà nhận xét:
| “ | Về mặt kinh tế, khi chiến tranh leo thang, sản xuất trong nước không phát triển được, lại còn tụt hậu, cung ứng cho nhu cầu của nhân dân phải dựa vào đôla của Mỹ để nhập cảng. Những sản phẩm cho nhu cầu từ ăn, ở, mặc, tới vận chuyển, một tỷ lệ rất quan trọng được đáp ứng từ viện trợ Mỹ... về vật chất, sự lệ thuộc đã hầu như là toàn diện. Tình trạng này lại còn dẫn tới sự lệ thuộc về tinh thần và tâm lý. Nếu Mỹ còn giúp, thì các nhà lãnh đạo và quân đội Việt Nam Cộng hoà còn chịu đựng, chiến đấu. Nếu có dấu hiệu là Mỹ bắt đầu bỏ, thì tinh thần bắt đầu sa sút. Tới lúc bỏ thật là sụp đổ. | ” |

### Viện trợ kỹ thuật
Hỗ trợ kỹ thuật trong lĩnh vực kinh tế là các hoạt động tư vấn về thiết kế và thực thi những chính sách, biện pháp quản lý, phát triển kinh tế. Từ 1963, sau khi lật đổ Ngô Đình Diệm và có thể tham gia sâu hơn vào các quyết định của chính quyền Việt Nam Cộng hòa, Mỹ đã chú trọng giúp Việt Nam Cộng hòa phát triển kinh tế, coi đó là một điều kiện quan trọng hậu thuẫn cho thắng lợi về quân sự. Mỹ đã cử nhà kinh tế David Lilienthal tới Việt Nam Cộng hòa giúp thiết kế Kế hoạch kinh tế hậu chiến.
Giai đoạn 1965-1969, nhiều cơ chế, chính sách kinh tế của Việt Nam Cộng hòa là do Phái bộ viện trợ Mỹ (USAID-VM) thiết kế. Thí dụ, chương trình Người cày có ruộng mà chính quyền Nguyễn Văn Thiệu đã tiến hành do đoàn cố vấn Mỹ đấu thầu để xin hỗ trợ tài chính, thiết kế nội dung và lộ trình sau khi trúng thầu.
Nhiều dự án kinh tế với sự hỗ trợ về tài chính và kỹ thuật của Mỹ đã có tác dụng rõ rệt trong việc nâng cao năng lực sản xuất nông-lâm-ngư.
Theo Bộ trưởng kinh tế Nguyễn Tiến Hưng kể lại, trong một buổi họp với Bộ Công Chánh, ông có hỏi lý do gì mà chưa xây được chiếc cầu Mỹ Thuận. Nhiều vấn đề như kỹ thuật, ngân sách, an ninh được viện dẫn để giải thích. Sau cùng, một nhân viên tại bộ phát biểu: "Thưa ông, mặc dầu cây cầu mang tên Mỹ Thuận nhưng Mỹ có bao giờ thuận đâu mà xây". Câu nói của thanh niên trẻ tuổi đã tóm gọn sự lệ thuộc của nền kinh tế Việt Nam Cộng hòa vào viện trợ Mỹ.

### Viện trợ xã hội
Gần 20 năm hoạt động, cơ quan Viện Trợ Hoa Kỳ USAID đã giúp Chính phủ Việt Nam Cộng hòa phương tiện và kỹ thuật để phát triển giáo dục và đào tạo. Năm 1973, tỷ lệ biết đọc, biết viết tại Việt Nam Cộng hòa là 70%, khá cao so với các nước Á châu láng giềng hồi đó.

### Xáo trộn kinh tế
Vì sự hiện diện đông đảo của quân nhân Mỹ, cao điểm lên tới hơn nửa triệu quân, kinh tế Việt Nam bị dao động không ít. Tính trung bình thì mỗi quân nhân Mỹ được trả lương 600 Mỹ kim, nếu để chi tiêu tự do sẽ làm rối loạn giá sinh hoạt cho dân thường, gây ra lạm phát. Ngân hàng Quốc gia Việt Nam đề ra cách hạn chế tiền đô la áp đảo bằng cách dùng MPC (thông tục gọi là "đô la đỏ") thay vì Mỹ kim thật (tục gọi là "đô la xanh") để quân nhân mua bán. Dù vậy nạn đô la lan tràn gây vấn nạn khi người Mỹ mua bán MPC với người Việt trong việc giao thương quốc nội. Để đối phó, chính phủ Việt Nam Cộng hòa đề nghị Quân lực Mỹ thỉnh thoảng đổi hình dạng MPC khiến những người Việt nào tích trữ và dùng MPC cũ không thể đem đổi lại sang Mỹ kim.

## Sự khống chế của người Hoa
Một đặc điểm phổ biến của các cộng đồng người Hoa ở Đông Nam Á là tính biệt lập của họ. Người Hoa tạo nên những "xã hội" nhỏ, những "khu tự trị" trong quốc gia mà họ cư trú. Người Hoa sống tập trung lại với nhau thành từng khu (như là khu Chợ Lớn ở miền Nam), mỗi địa phương có bang trưởng được cử ra trong số người giàu có, thạo việc làm ăn để thay mặt cộng đồng giao thiệp với bên ngoài, hoặc giải quyết tranh chấp không qua sự can thiệp của chính quyền sở tại. Người Hoa cũng nổi tiếng là biết dùng tiền để mua chuộc quan chức trong chính quyền sở tại. Ý thức biệt lập dựa trên sự nuôi dưỡng tinh thần nước lớn, tổ chức nội bộ chặt chẽ, cơ sở kinh tế mạnh, có nhiều mưu mẹo, thêm vào đó là hậu thuẫn mạnh mẽ của tư sản Hoa kiều ở các nước khác, đó là những đặc điểm và cũng là điều kiện cho phép tư sản gốc Hoa thao túng hầu như toàn bộ nền kinh tế miền Nam trước năm 1975.
Ở miền Nam, từ năm 1956, chính phủ Ngô Đình Diệm đề ra chính sách buộc tất cả người Hoa phải nhập quốc tịch Việt Nam hoặc bị trục xuất, sau đó lại ban hành sắc luật cấm người nước ngoài hoạt động trong 11 ngành nghề, kể cả buôn gạo và bán hàng tạp hóa, những ngành mà người Hoa chiếm ưu thế. Những người Hoa đang hoạt động trong khu vực kinh tế này có 6 tháng đến 1 năm để bán hay sang nhượng lại thương nghiệp cho công dân Việt Nam, nếu không sẽ có thể bị trục xuất hay phạt 5 triệu đồng. Lập tức người Hoa xuống đường gây bạo động phản đối. Đến mùa hè 1957, người Hoa đóng cửa gần hết trường học, hoạt động thương mại, và rút tiền ra khỏi ngân hàng. Khoảng 800 triệu đến 1,5 tỉ đồng − gần 17% tiền tệ đang lưu hành ở miền Nam − biến mất khỏi thị trường, thương mại bất chợt ngưng trệ. Đến khoảng giữa tháng 5/1957, có khoảng 6.000 cửa hàng của người Hoa đã đóng cửa, 200.000 người mất công ăn việc làm. Hoa kiều còn phản đối bằng việc ngừng vận tải hàng hóa (các hãng vận tải lớn đều do họ nắm giữ). Với sự hỗ trợ của giới buôn lớn, chủ ngân hàng Hoa kiều ở Đông Nam Á và chính quyền Đài Loan, người Hoa nhất loạt đình chỉ hoạt động, tẩy chay không bốc dỡ gạo Việt Nam đã cập bến cảng nước ngoài. Do ngừng mọi vận chuyển, nông sản ứ đọng ở vùng quê, trong khi Sài Gòn – Chợ Lớn lại rất khan hiếm. Nền kinh tế Việt Nam Cộng hòa gần như sụp đổ.
Nhận thấy ảnh hưởng không thể thay thế của người Hoa trong nền kinh tế, Chính phủ Ngô Đình Diệm nhượng bộ. Cuối tháng 7/1957, người Hoa được quyền ghi danh cửa hàng bằng tên của bà con sinh tại Việt Nam, hoặc nhập tịch Việt Nam theo thủ tục đơn giản (được phép giữ lại quốc tịch Hoa). Hiệu trưởng các trường học chỉ cần là người Hoa sinh tại Việt Nam. Tiếng Hoa được sử dụng lại trong trường học trừ các môn lịch sử, địa lý và văn học. Người Hoa cũng được đối xử mềm mỏng khi áp dụng luật thi hành quân dịch. Đến năm 1961, theo một báo cáo của Bộ Nội vụ Việt Nam Cộng hòa, hơn 1 triệu người Hoa sống ở miền Nam chỉ còn chừng 2.000 người là không chịu đổi quốc tịch, phần lớn là những người đã già, còn lại thì buộc phải chuyển hẳn sang quốc tịch Việt Nam.
Trong 15 năm tiếp theo, người Hoa ít khi bị động tới, tự trị tự quản về nhiều mặt, các khu người Hoa giống như khu tự trị ngay trên đất nước Việt Nam. Cùng lúc chiến tranh leo thang, người Hoa đã góp phần không nhỏ vào tình trạng tham nhũng, hối lộ, trốn thuế, trốn quân dịch, gây bất ổn định chính trị trong xã hội miền Nam thời đó. Cho đến ngày 30 tháng 4 năm 1975, thế lực kinh tế của người Hoa tại Việt Nam vẫn là vấn đề chưa có giải pháp dứt điểm.
Năm 1973, thành phố Sài Gòn có 36 rạp chiếu bóng thì 17 rạp là của người Hoa. 25 trong tổng số 30 nhà nhập khẩu phim truyện của nước ngoài là Hoa, họ đồng thời là chủ các rạp chiếu bóng. Trong tổng số 35 rạp đăng quảng cáo có tới 23 rạp chiếu phim Đài Loan. Báo Sóng thần số ra ngày 14/6/1974 đăng quảng cáo cho 39 rạp phim vùng Sào Gòn – Chợ Lớn – Gia Định thì 28 rạp chiếu phim của Đài Loan, còn lại là của các nước khác, không một rạp nào chiếu phim Việt Nam. Trong tổng số 31 ngân hàng hoạt động ở miền Nam trước năm 1975, Đài Loan có 3 ngân hàng, 7 ngân hàng khác là của người Hoa mang quốc tịch Việt. Ước lượng hàng năm các ngân hàng của người Hoa chiếm khoảng 80% tổng số tín dụng dành cho thương mại. Người Hoa làm chủ 42 trong tổng số 60 công ty có doanh số hàng năm trên 100 triệu đồng tiền cũ.
Tuyệt đại bộ phận lượng thóc gạo lưu thông ở miền Nam về cơ bản nằm trong tay tư sản Hoa kiều hoặc người Việt gốc Hoa. Chế độ Sài Gòn có lần định trực tiếp nắm việc phân phối lương thực, ít nhất là trong khu vực bán buôn, nhưng mọi cố gắng đều không đưa lại kết quả. Sau một thời gian, đầu năm 1970, chính quyền Sài Gòn tuyên bố "trao trả việc phân phối lúa gạo lại cho tư nhân", nhà nước chỉ đóng vai trò "kiểm soát về giá cả và tham gia vận chuyển". Thực tế đây là một sự đầu hàng trước tư sản người Hoa. Tháng 3 năm 1971, trả lời phỏng vấn của một tờ báo, chủ tịch Nghiệp đoàn Mễ cốc Việt Nam (Sài Gòn) đổ lỗi sở dĩ phải làm vậy là vì "bảy thương gia hoạt động mạnh nhất và coi như đã nắm gần trọn hệ thống thu mua phân phối lúa gạo", hầu hết đều là người Hoa.
Về đường biển, đội thuyền buôn theo kiểm kê năm 1972, có 35 chiếc trọng tải từ 650 – 2.500 tấn, trong đó gần một nửa thuộc sở hữu tư nhân hoặc do tư nhân thuê của nước ngoài, tư nhân ở đây cũng toàn là người Hoa. Tháng 11 năm 1970, một tờ nguyệt san xuất bản tại Sài Gòn viết: "Cho đến nay, ngành chuyên chở hàng hóa vẫn còn nằm dưới sự độc quyền của người Việt gốc Hoa, chưa có một hãng vận tải người Việt nào xen vào cạnh tranh nổi. Các doanh nhân thủ đô gởi hàng đi và các nhà nông từ các nơi đưa nông phẩm về Sài Gòn – Chợ Lớn đều phải nhờ các hệ thống vận tải của người Việt gốc Hoa. Riêng về ngành này, người Việt gốc Hoa có khoảng 170 hãng hoặc công ty vận tải."
Độc quyền vận tải cũng là phương sách để người Hoa ngầm khống chế thị trường. Người Hoa không bao giờ chở hàng của người Việt, nếu có mặt hàng đó cùng loại với hàng hóa do người gốc Hoa sản xuất. Nói cách khác, hệ thống vận chuyển và phân phối của người Hoa chỉ phục vụ lợi ích của người Hoa. Hàng do người Việt sản xuất nếu bị hệ thống vận tải độc quyền của người Hoa từ chối lưu thông thì sẽ tồn ứ ở trong kho, doanh nghiệp chỉ chờ phá sản
Cuối năm 1973, kiểm kê cho biết, trong số gần 10.000 xí nghiệp lớn nhỏ được kiểm kê, 80% là tài sản của tư sản gốc Hoa. Hai công ty nhập khẩu và chế biến bột mì lớn nhất là Sakybomi và Viflomico cung ứng 60% nhu cầu bột mì cho toàn miền Nam, thì tư sản người Hoa làm chủ cả hai, ngoài ra họ còn làm chủ luôn 10 công ty nhỏ khác thuộc ngành này. Họ chiếm 90% số vốn của năm công ty và 182 cơ sở sản xuất mì gói. Công ty sản xuất mạch nha duy nhất với số vốn 200 triệu đồng là của tư sản người Hoa. Với sự góp vốn của Đài Loan, họ kiểm soát hoàn toàn 4 công ty sản xuất bột ngọt (mì chính). 30 trong tổng số 40 cơ sở sản xuất rượu ở miền Nam là của người Hoa. Ngoài ra, họ giữ 60% vốn của 14 công ty khai thác hải sản. Sài Gòn có 4 công ty dệt lớn là Sicovina, Vimytex, Vinatexco và Vinatefinco, thì ba công ty sau là của tư sản người Hoa, chiếm khoảng 70% sản lượng toàn ngành.
Trong công nghiệp hóa chất, tư sản người Hoa là chủ của 14 trong tổng số 17 công ty. 55% vốn của các cơ sở sản xuất đệm mút, giày dép, đồ dùng bằng cao su; 50% vốn của các ngành sản xuất nến, diêm, phấn viết... là của người Hoa. Họ tổ chức 4 trong tổng số 5 công ty luyện kim. 60% vốn của khoảng 100 xưởng đúc gang, làm đinh... do tư sản người Hoa kiểm soát. Về sản phẩm cơ khí, đồ dùng điện và điện tử, tư sản người Hoa nắm từ 60 – 70% tổng số vốn, rải ra trên hàng trăm cơ sở. Người Hoa chiếm khoảng 50% doanh số bán lẻ của toàn miền Nam, về bán buôn (tiếng miền Nam gọi là "buôn sỉ") thì tư sản người Hoa gần như nắm độc quyền. Tư sản người Hoa cũng làm chủ khoảng một nửa số khách sạn lớn và 90% số khách sạn nhỏ, nhà trọ ở vùng Sài Gòn.
Người Hoa có có kỹ năng kinh doanh tốt, có truyền thống kinh doanh, khéo lợi dụng quan hệ huyết thống và tinh thần nước lớn (con dân nước Trung Hoa vĩ đại), cộng vào đó là những mưu mẹo, tính thích ứng với mọi hoàn cảnh, sự nhẫn nhục và cần cù. Người Hoa cũng giỏi móc ngoặc với tư bản quốc tế và lợi dụng guồng máy chiến tranh của Mỹ ở Việt Nam. Có đủ căn cứ để cho rằng tổng số các nghiệp vụ tín dụng công khai hoặc ngấm ngầm của giới tư sản ngân hàng Hoa Kiều ở miền Nam trước năm 1975 là không dưới 150 tỷ đồng Sài Gòn cũ, trong đó khoảng 100 tỷ được dùng vào việc thu mua lúa gạo. Số tiền đó bằng 1/3 tổng số tiền lưu hành ở miền Nam thời đó, nên rất dễ hiểu tại sao một nhóm nhỏ người Hoa giàu có lại có thể thao túng nền kinh tế.
Tính chung ở miền Nam, Hoa kiều kiểm soát gần như toàn bộ các vị trí kinh tế quan trọng, và đặc biệt nắm chắc 3 lĩnh vực quan trọng: sản xuất, phân phối, và tín dụng. Đến cuối năm 1974, họ kiểm soát hơn 80% các cơ sở sản xuất của các ngành công nghiệp thực phẩm, dệt may, hóa chất, luyện kim, điện... và gần như đạt được độc quyền thương mại: 100% bán buôn, hơn 50% bán lẻ, và 90% xuất nhập khẩu. Hoa kiều ở miền Nam gần như hoàn toàn kiểm soát giá cả thị trường.

## Khu vực kinh tế không chính thức

### Trong vùng Việt Nam Cộng hòa kiểm soát
Trong khu vực lãnh thổ do Việt Nam Cộng hòa kiểm soát, kinh tế không chính thức (hay kinh tế ngầm) rất phát triển. Một bộ phận không nhỏ dân chúng ở nông thôn di cư tới thành phố để tránh chiến tranh, quan chức, sỹ quan, binh lính... đã tham gia vào các hoạt động thương nghiệp không đăng ký (buôn lậu ở chợ đen).
Nhiều quân nhân của Mỹ và lực lượng đồng minh tại Việt Nam, vợ con người Việt của họ, được phép mua hàng tại các cửa hàng dành riêng cho họ (các Post Exchange - PX), hàng ở đây có giá rẻ chỉ bằng nửa giá ngoài thị trường. Họ mua hàng trong các PX và đem bán lại trên thị trường, dù việc này bị cấm. Việc buôn lậu này nhiều khi diễn ra ngay bên cạnh các PX. Những quân nhân Mỹ còn tranh thủ các kỳ nghỉ tại Thái Lan, Hong Kong, Philippines để mua vàng, đá quý đem về Việt Nam bán kiếm lời.
Hàng PX buôn lậu giá rẻ đã góp phần bóp chết nền sản xuất của Việt Nam Cộng hòa, do hàng hóa làm ra không cạnh tranh nổi về giá. Ngày 20-6-1969, Bộ Tài chính Việt Nam Cộng hòa gửi công văn tới Văn phòng Phủ thủ tướng, trong đó có ghi: "Hàng hóa PX hiện có bán khắp trên thị trường. Tuy phần nào có tác dụng tiếp tế, nhất là về thực phẩm, nhưng sự mua bán công khai hàng này đã gây tai hại, làm ngưng trệ hoạt động của các nhà nhập cảng, và đã ảnh hưởng không tốt về phương diện kinh tế và tài chánh". Hàng PX thâm nhập vào thị trường và lây lan nhanh như một bệnh dịch. Các đô thị miền Nam như trở thành khu chợ buôn lậu khổng lồ, đủ loại hàng hóa. Lê Quốc Đặng trên Tạp chí "Thị trường giá cả" (1990) đã nhận định, đến một lúc nào đó thị trường miền Nam đã không thể sống thiếu nguồn hàng buôn lậu giá rẻ từ PX, nhưng "có những sự giàu có đưa dân tộc đến phồn vinh, hạnh phúc. Có những sự giàu có và tiêu xài sang trọng đưa một xã hội đến nô lệ, mất mát và mục ruỗng".
Nhà báo người Mỹ William J. Lederer, trong chuyến điều tra năm 1968, đã nhận xét: kẻ thù tồi tệ nhất của Mỹ trong chiến tranh Việt Nam là tham nhũng, hàng tỷ USD viện trợ kinh tế và quân sự của Mỹ đã bị tham ô rồi bán ra chợ đen. Tuy nhiên, Mỹ đã làm ngơ và không triệt phá thị trường chợ đen vì sợ làm tổn thương chính phủ Việt Nam Cộng hòa, ông nhận xét: "Tôi thấy Hoa Kỳ sẽ bị đánh bại như thế nào - không phải bằng sức mạnh của đối phương, mà bởi chính những sai lầm của mình, sự bất lực của chính mình". Ông đã chứng kiến những kho hàng lậu đầy ắp vũ khí quân dụng, có tới cả 1.000 khẩu súng trường, bao gồm cả loại M16 hiện đại. Quy mô buôn lậu lên tới hàng tỷ USD, với sự tham gia của đủ thành phần: quan chức và doanh nhân Việt Nam Cộng hòa, thương nhân Mỹ và Đài Loan, binh lính Mỹ, Hàn Quốc, Philippines... Ngay cả Mặt trận Dân tộc Giải phóng cũng tận dụng thị trường chợ đen, tại đây họ mua vũ khí Mỹ để đánh lại chính quân Mỹ
Nhiều mặt hàng quân dụng như xăng dầu, thuốc lá, quân phục, giày nhà binh, đồng hồ, ống nhòm, thậm chí cả súng trường, đạn pháo, xe Jeep... được binh lính Việt Nam Cộng hòa, Mỹ và đồng minh lén tuồn ra ngoài đem bán cho chợ đen. Báo chí Việt Nam Cộng hòa nhận xét: "Chợ đen chợ đỏ lan tràn. Từ xi măng, sữa đến xe gắn máy, vật gì cũng có thể bán chợ đen được,..." Nhiều loại vũ khí quân dụng, xăng dầu, thuốc men... được tiếp tế cho quân Giải phóng chính nhờ giao dịch trên thị trường chợ đen này, thông qua những người dân và các cơ sở chính trị ngầm. Hồi ký Nguyễn Cao Kỳ có nêu trường hợp Tư lệnh đồng bằng sông Cửu Long đã tham nhũng 8.000 đài vô tuyến và 24.000 vũ khí cá nhân do Hoa Kỳ trang bị và sớm bán ra chợ đen hết sạch, tài liệu mật từ Tòa đại sứ Mỹ cho biết phần lớn số đó đã lọt vào tay quân Giải phóng

### Trong vùng Mặt Trận Dân tộc Giải Phóng Miền Nam Việt Nam kiểm soát

Tiền giấy mệnh giá 50 đồng do Mặt trận Dân tộc Giải phóng Miền Nam Việt Nam phát hành năm 1963.

Ở vùng do mình kiểm soát, Mặt trận Dân tộc Giải phóng miền Nam Việt Nam đã thành lập một bộ máy quản lý kinh tế riêng và phát hành đơn vị tiền tệ riêng. Tuy nhiên, sản xuất ở những vùng này kém phát triển do thiếu lao động, công cụ sản xuất và nhất là do chiến tranh làm các tư liệu sản xuất bị phá hủy. Nhiều lương thực, thực phẩm do chính lực lượng vũ trang ở đây tự làm ra và tự tiêu dùng. Lương thực không đủ cung cấp cho quân đội của mình, nên Mặt trận phải ngầm tiến hành thu mua lúa gạo từ vùng do chính quyền Việt Nam Cộng hòa kiểm soát. Không chỉ lương thực, nhiều hàng hóa khác cũng được thu mua về từ các chợ ở vùng giáp ranh.
Ở các khu vực này, Mặt trận Dân tộc Giải phóng tổ chức phục hồi và phát triển các ngành nghề thủ công nghiệp nhằm giải quyết nhu cầu về các công cụ thông thường cho sản xuất (đặc biệt là sản xuất nông nghiệp) và đời sống, không thể trông chờ vào chi viện từ miền Bắc. Ở các Tỉnh ủy khu vực Đông Nam bộ, nhiều nơi Mặt trận tổ chức phân công người vào nội thành để kinh doanh, thành lập công ty đường sông, mua xe chở khách, lập các xưởng cưa xẻ gỗ, sửa chữa xe máy và các tổ sản xuất nông nghiệp, khai thác, thu mua nông sản, mở nhà in, cửa hàng bán thuốc tây... được bảo đảm bí mật, lợi nhuận thu được sẽ ngầm chuyển về để hỗ trợ cho Mặt trận

## Đánh giá
Theo đánh giá của ông Nguyễn Tiến Hưng, tiến sĩ kinh tế, nguyên Tổng trưởng Kế hoạch và Phát triển của Chính phủ Việt Nam Cộng hòa, hiện là giáo sư tại Đại học Howard., nền kinh tế miền Nam trong thời kỳ trước và sau khi người Mỹ có mặt có sáu đặc tính rõ ràng:
1. Cơ cấu kinh tế nghiêng hẳn về cung cấp dịch vụ, chiếm 55% tổng sản lượng quốc gia (GDP). Sản xuất hàng hoá, vật dụng không nhiều.
2. Do công nghiệp nặng và hóa chất vẫn ở mức sơ khai, nên nguyên vật liệu phải lệ thuộc vào nhập cảng: gạo, xăng dầu, phân bón, xi măng, hàng tiêu thụ, vật liệu sản xuất. Trung bình là phải nhập 750 triệu đô la một năm.
3. Tiết kiệm xuống số âm: trung bình bằng -5% GDP. Lúc còn hoà bình, có năm đã lên tới +6% GDP (1960). Khi chiến tranh leo thang thì không còn có thể tiết kiệm nội địa, đầu tư cho phát triển phải tuỳ thuộc vào tiền bạc từ bên ngoài.
4. Gánh nặng kinh tế của nạn nhân chiến tranh: đoàn người di tản từ những vùng có chiến sự lên tới vài triệu. Số đông di tản về thành thị, làm số người ở đây lên tới 40% tổng dân số (năm 1960 chỉ có 22%). Kết quả là thất nghiệp cao ở thành thị (14%), các khu ổ chuột cùng với những tệ nạn xã hội đi kèm trong khi nông thôn lại thiếu người canh tác.
5. Gánh nặng quốc phòng: nhu cầu quốc phòng quá lớn, cần chi tiêu tới 50% ngân sách (242 tỷ đồng). Tài trợ cho phát triển chỉ còn 9% (66 tỷ đồng). Về vấn đề nhân lực thì rất nhiều thanh niên còn phải tham chiến, chưa kể 310.000 công, tư chức. Ngoài ra còn số người di tản kể trên, tất cả cũng vượt 30% nhân lực lao động.
6. Tâm lý dựa vào viện trợ: Nền kinh tế Việt Nam Cộng hòa bé nhỏ, sản xuất căn bản là nông nghiệp. Khi quân đội Mỹ sang thì nhu cầu quốc phòng, tiêu dùng, xây dựng hạ tầng lớn. Sản xuất còn yếu kém, căn bản chỉ là lúa gạo nên chỉ còn cách nhập hàng hoá từ nước ngoài. Tài trợ nhập hàng hoá đang từ 162 triệu đôla năm 1964 tăng lên tới 830 triệu năm 1966, cao hơn năm lần. Sự kiện này làm tăng lên mức độ của tâm lý lệ thuộc của kinh tế Việt Nam Cộng hòa và mang tới nhiều cơ hội tham nhũng cho nhiều quan chức chính phủ.

Nền kinh tế Việt Nam Cộng hòa có sự cách biệt rất lớn giữa thành thị và nông thôn. Một bài báo của phe cánh tả tại Mỹ kết luận: Trong khi ở thành thị, những nhóm người phục vụ cho quân Mỹ có đời sống khá giả nhờ chiến phí mà Mỹ bỏ ra thì ở vùng nông thôn, những người nông dân phải chịu đựng sự tàn phá dưới hỏa lực Mỹ, để lại sự nghèo khổ gần như tuyệt đối cho nông thôn miền Nam.
Xét riêng về sự phụ thuộc của kinh tế Việt Nam Cộng hòa vào viện trợ Mỹ, Giáo sư Kinh tế Đặng Phong nhận định: "Nền kinh tế miền Nam trước 1975 tuy có vẻ ngoài phồn vinh nhưng giả tạo ở chỗ nó không tự nuôi nổi nó". Theo nghiên cứu của ông, tại miền Nam Việt Nam, "thu nhập quốc dân chưa bao giờ vượt quá 2 tỷ USD/năm, nhưng trong 5 năm cuối cùng (1971 - 1975), viện trợ Hoa Kỳ hàng năm đạt hơn 2 tỷ USD/năm, tức là còn lớn hơn tổng số của cải do miền Nam Việt Nam làm ra". Giáo sư Nguyễn Cao Hách – Phó Chủ tịch Hội đồng Kinh tế-Xã hội Việt Nam Cộng hòa cho rằng "nếu Hoa Kỳ cắt giảm viện trợ cho Việt Nam Cộng hòa, Việt Nam Cộng hòa chỉ có thể sống được 4 tháng thôi". Còn Giáo sư kinh tế Nguyễn Văn Hảo trong bản Phúc trình dự án thành lập Quỹ Phát triển Kinh tế đã nhận định "viện trợ còn thì còn kinh tế Việt Nam Cộng hòa, hết viện trợ thì kinh tế Việt Nam Cộng hòa cũng hết".
Theo tác giả Nguyễn Tiến Hưng, nếu tổng kết toàn bộ thì hình ảnh của nền kinh tế có nhiều triển vọng nếu miền Nam hội đủ điều kiện cần thiết để tiến tới chỗ thoát khỏi tình trạng lạc hậu. Quan sát tại chỗ, Đại sứ Martin đã phát biểu cho ký giả tuần báo U.S. News and World Report:
"Đôi khi ta thấy trong cùng một quốc gia có sự phối hợp giữa tài nguyên phong phú, một hệ thống hành chính có quyết tâm với những chính sách kinh tế hợp lý của một dân tộc thông minh, khéo léo, và hết sức dẻo dai, với một khả năng cố gắng bền vững, một quyết tâm mãnh liệt và tha thiết bảo tồn tự do của mình. Khi có một kết hợp như vậy, như hiện đang có ở Việt Nam, thì chỉ cần một nguồn tài chính từ ngoài vào làm vai trò tác động, để nối kết tất cả những yếu tố này lại với nhau thì có thể có những kết quả thật là xuất sắc"
James M. Carter, giáo sư Đại học Drew nhận xét trong sách Inventing Vietnam: The United States and State Building, 1954-1968:
Giới chức bị sốc khi thấy cuộc chiến tàn phá nông thôn, thúc đầy dòng tị nạn khổng lồ (khoảng bốn triệu trong năm 1968) đổ dồn vào vùng đô thị, vào các trại tị nạn dọc vùng biển.
Sự méo mó kinh tế cũng gây hậu quả khủng khiếp. Sự có mặt mở rộng của Mỹ và chương trình viện trợ quân sự gây sốt lạm phát. Chi phí đời sống tăng 74% vào quý hai năm 1966. Một năm sau, giá cả tăng 190% so với mức của 1965... Lạm phát tiếp tục leo thang, làm hàng hóa và tiền mặt vương vãi trên thị trường chợ đen, và rồi chảy vào kho chứa an toàn từ Nhật, Hong Kong, sang các ngân hàng châu Âu. Một viên chức than rằng chiến tranh đã tạo thành "bản giao hưởng toàn quốc của trộm cắp, tham nhũng và hối lộ". 
Chính thể Sài Gòn không thể tự nuôi nổi chính mình; thậm chí không thu đủ lợi tức cho hoạt động hàng ngày. Họ phải phụ thuộc vào viện trợ Mỹ... Từ trước đó, giới chức Mỹ đã thôi nói về xây dựng quốc gia, cải cách ruộng đất, dân chủ, minh bạch. Thay vào đó, họ bàn về một cuộc chiến phải thắng trước những kẻ thù của nhà nước hư cấu "miền Nam Việt Nam" (fictive state).
Quỹ đạo này của chính sách Mỹ khiến người ta gần như không thể nói thực về thành công, thất bại, đặc biệt là với các nhà hoạch định chính sách. Chưa bao giờ Hoa Kỳ đạt tới mục tiêu là chính thể Sài Gòn có thể tự mình tồn tại mà không cần dựa vào viện trợ Mỹ.
Nhà báo Anh David Hotham viết: "Người ta khoe rằng Việt Nam Cộng hòa đã độc lập thật sự, nhưng thật ra không có gì độc lập cả. Một nước làm sao có thể độc lập được khi cả ngân sách của quân đội mình đều do nước ngoài gánh chịu? Một nước làm sao có thể độc lập được khi 80% tiền mua hàng hóa nhập cảng không phải trả bằng tiền bán hàng hóa xuất cảng mà bằng tiền lấy trong ngân khố của Washington".